# フォード・Eシリーズ

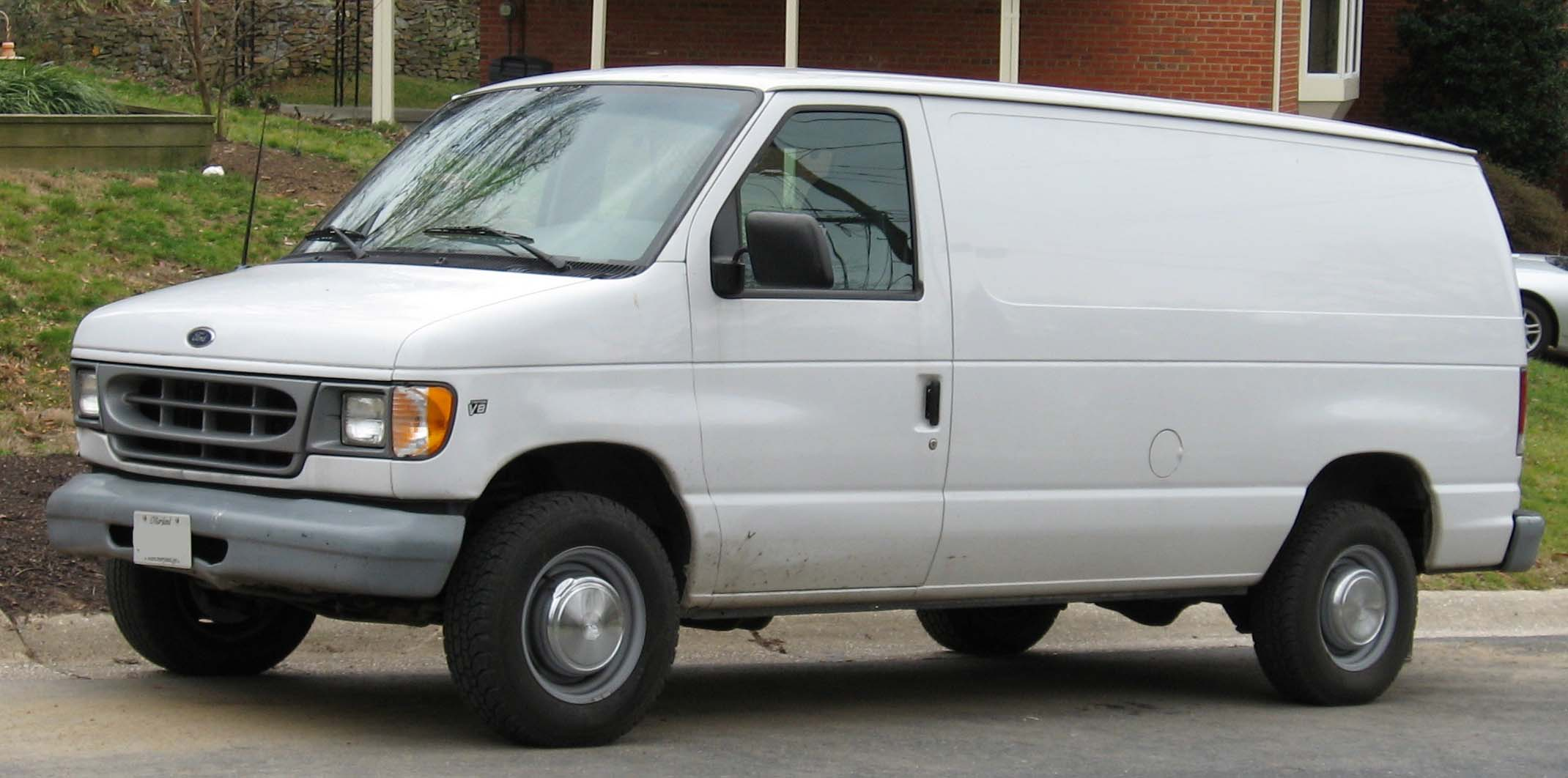
1997年 - 2000年式エコノライン

Eシリーズ（E-Series）は、アメリカ合衆国の自動車メーカー、フォード・モーターが製造・販売しているバン/ワゴン、およびトラックである。
1961年にファルコンエコノラインとして登場。フォルクスワーゲン・タイプ2を参考に開発された、フルサイズバンの元祖である（シボレーやクライスラーも同時期に開発している）。
当初はフォルクスワーゲン・タイプ2と同様のサイズ（ホイールベース2300mm程度）で開発されたが、平均的な北米家庭には小型すぎたため、1968年、1975年とモデルチェンジの際に拡大され、いつしかフルサイズバンと呼ばれるようになった。
一般的なE-150とヘビーデューティーのE-350などが存在する（旧モデルでは更にヘビーデューティーのE-450も存在）。
エンジンはリンカーン車やエクスプローラーと同様V型8気筒4.6L SOHC24バルブを標準搭載し、オプションでエクスペディションと同様V型8気筒5.4L SOHC24バルブも搭載可能である。E-350の場合は、V型10気筒6.8L SOHC 24バルブも存在する。

## 初代（1961年 - 1967年）

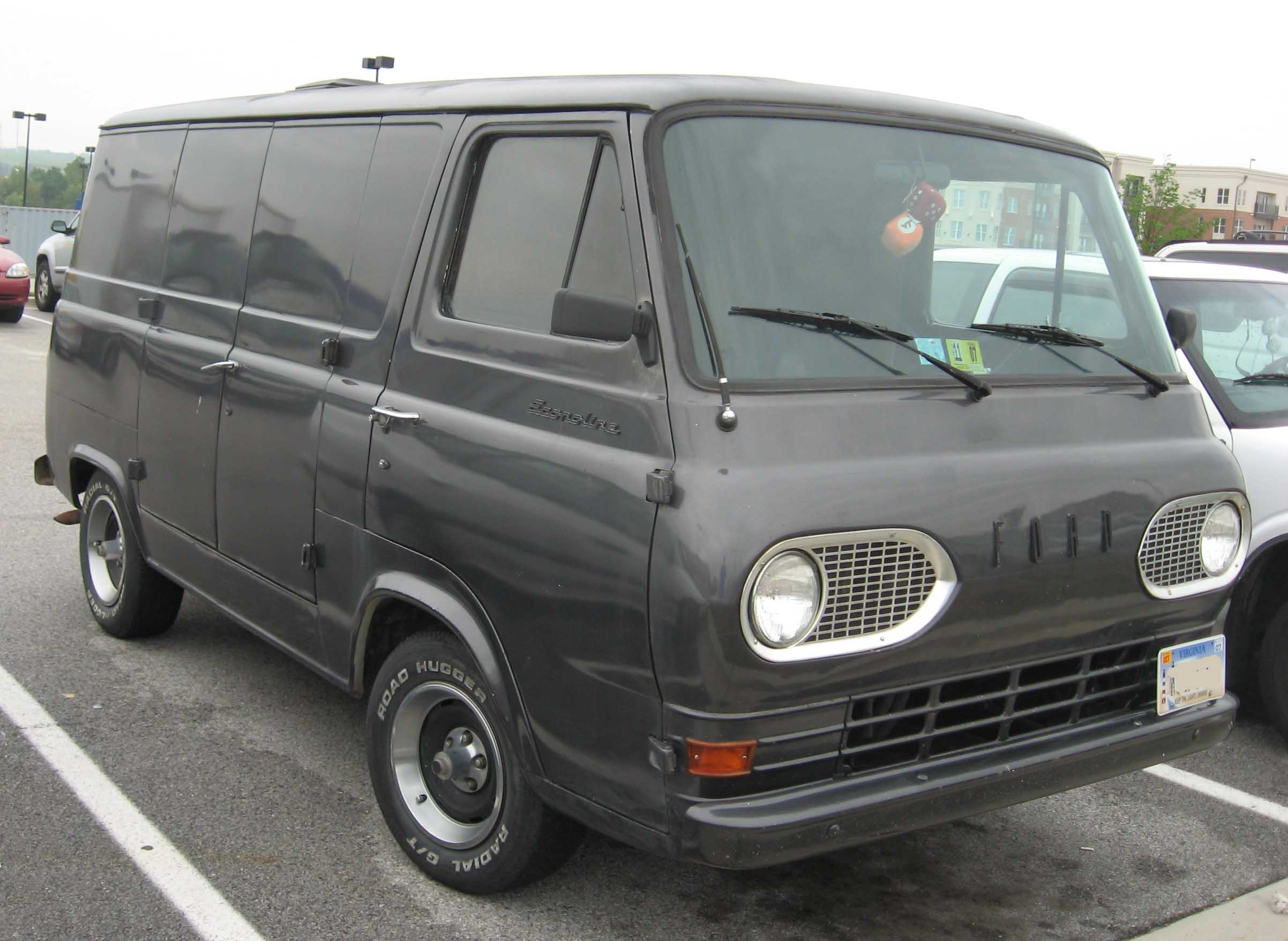
1961年 - 1967年フォード・エコノライン（カスタマイズカー）

1960年9月21日、1961年モデルとして発売。1957年から開発され、パネルデリバリー（およびクーリエセダンデリバリー）の後継車である。小型車のファルコンをベースに開発された。カーゴバン、パッセンジャーバン（ステーションバンやクラブワゴンの名でも販売）、ピックアップトラックの3タイプで販売された。 
同年に登場したシボレー・コルベアサポートバンとフォルクスワーゲン・タイプ2と競合し、エコノラインに登場に伴いシボレー・バンやダッジ・A100など、様々なバンが登場した。 
当初、85馬力144キュービックインチ直列6気筒エンジンを搭載していたが、後に101馬力170キュービックインチ直列6気筒エンジンがオプション設定された。1965年には170キュービックインチ直列6気筒エンジンが標準搭載化し、240キュービックインチ直列6気筒エンジンがオプション設定された。
エンジンはフロントシート直下に搭載され、前車軸が運転席直下に配置されるフルキャブオーバー型を採用していた。荷室の床を平坦にし、大型のトランクを採用することでアクセス性を向上させた。
3速MTを標準搭載。1963年に4速MTも追加されたが、翌1964年に廃止された。
ファルコンとは異なり、エコノラインはフロントソリッドアクスルリーフスプリングとリアソリッドアクスルリーフスプリングを装着していた。フロントグリルは、テムズ400E（トランジットの先代）を若干モチーフにしている。
初代は一般的な6ドアカーゴバンに加え、1963年には8ドアカーゴバン（運転席側にドア2枚を追加）が追加された。1964年にはパネルバン（側面後部の窓を廃止）、1965年にはスーパーバン（後車軸後部を18インチ延長）が追加された。
初代は、AT&T社の社用車として多数採用された。
初代は、マーキュリーでも同名で販売された。マーキュリー・Mシリーズと同様相違点はエンブレムのみで、カナダではカーゴバンおよびパッセンジャーバン、ピックアップトラックが販売された。
1961年にオークビル工場で生産が開始された。同年後半にはピックアップトラックがオハイオ州ロレイン郡工場へ移管した。1962年には全タイプがオークビル工場で生産されるようになった。1965年以降は、生産が米国で行われるようになった。
なお、マーキュリー・エコノラインの生産台数は少なく、1965年は1,291台に留まった。1968年モデル以降は、マーキュリーでのトラックの販売は終了となった。

初代（1961年 - 1967年）
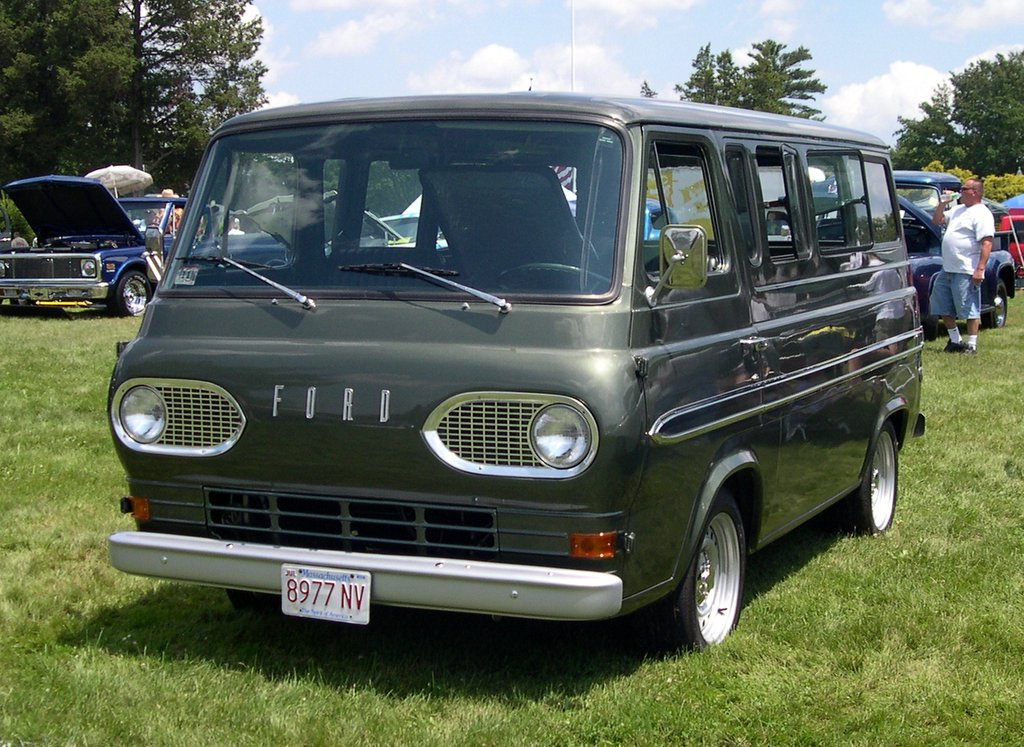
1963年式フォード・ファルコンクラブワゴン
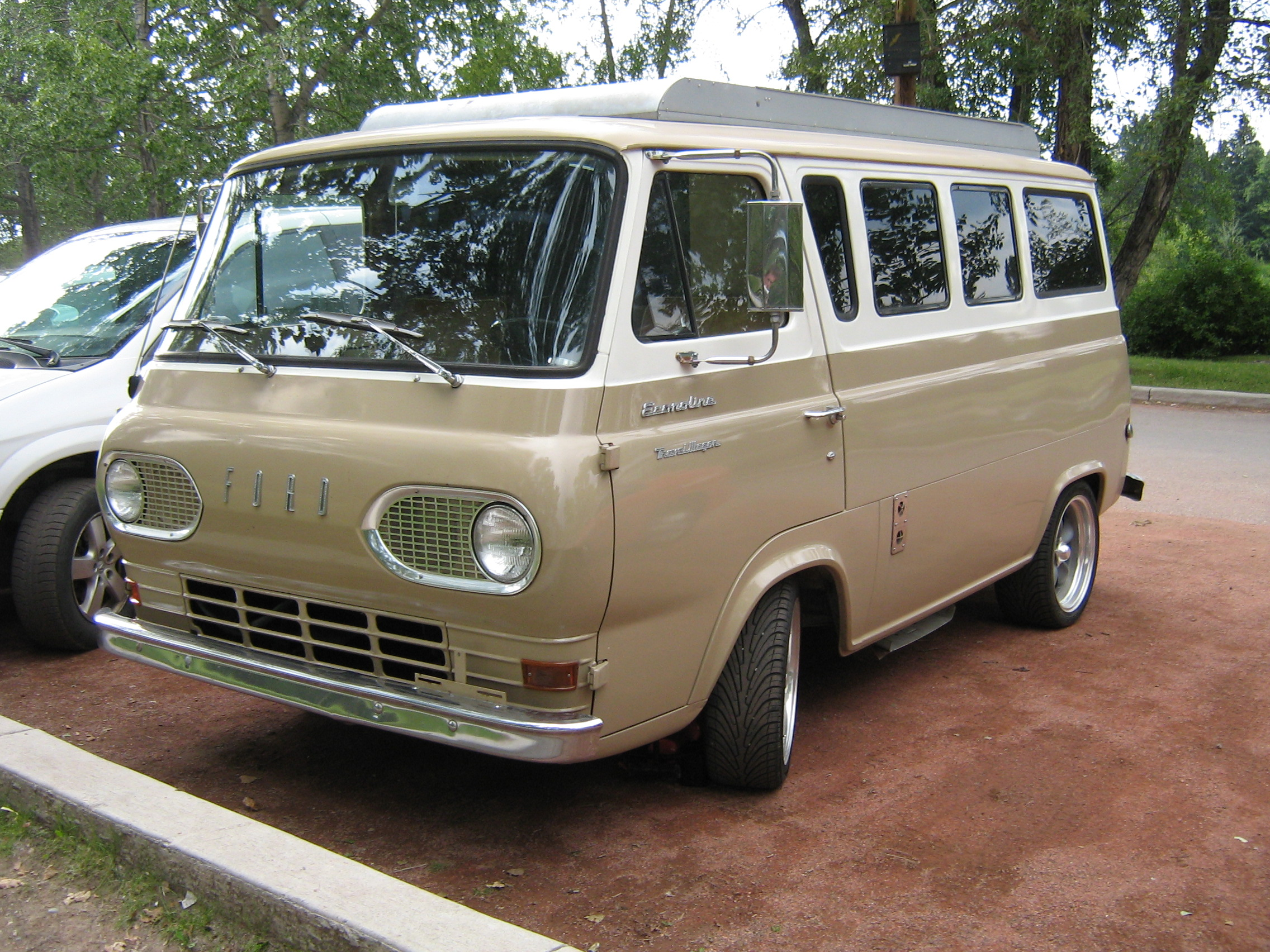
フォード・エコノライントラベルワゴン（キャンピングカー仕様）フロント
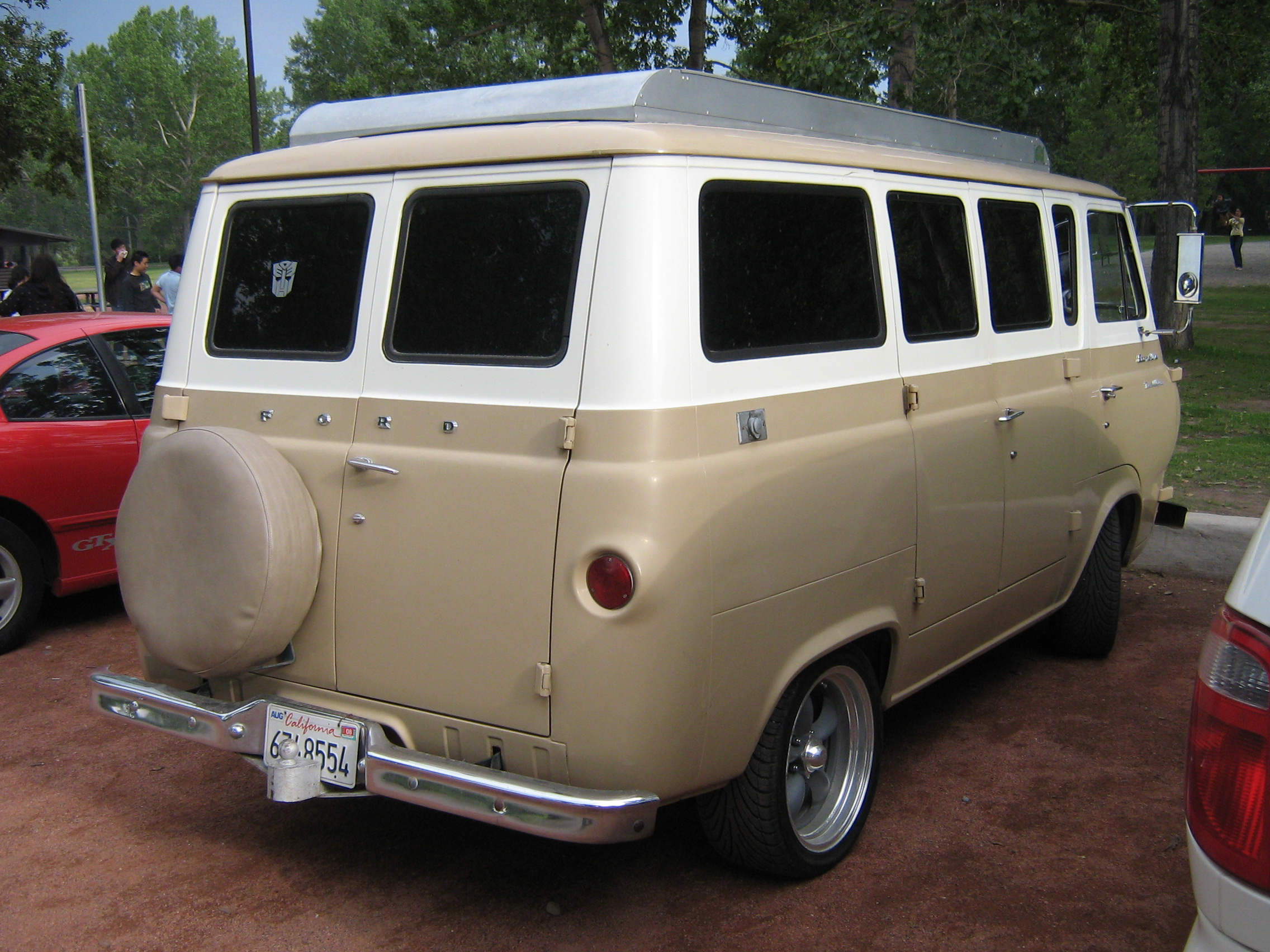
フォード・エコノライントラベルワゴン（キャンピングカー仕様）リア
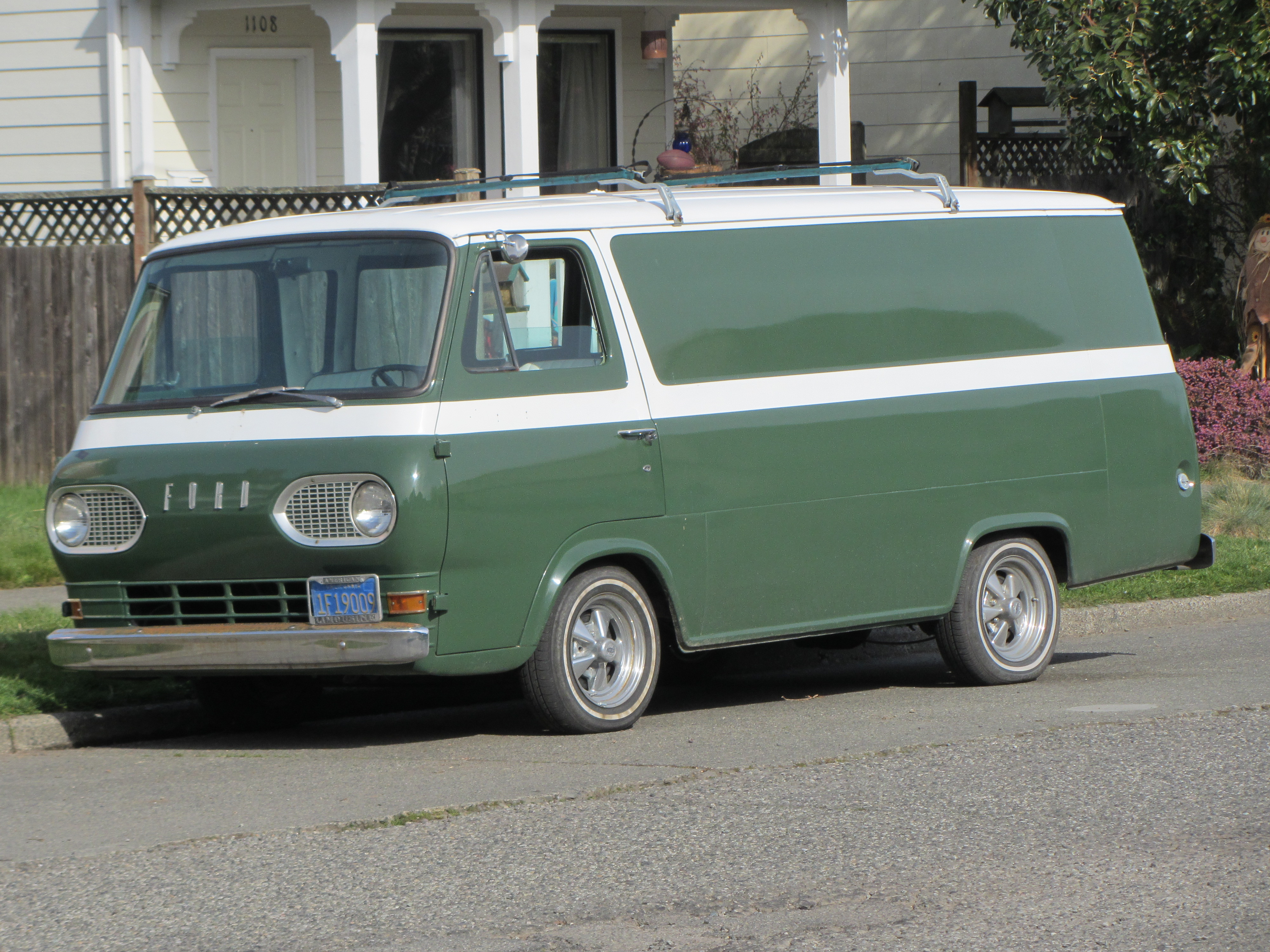
1965年 - 1967年式エコノラインスーパーバン（延長モデル）
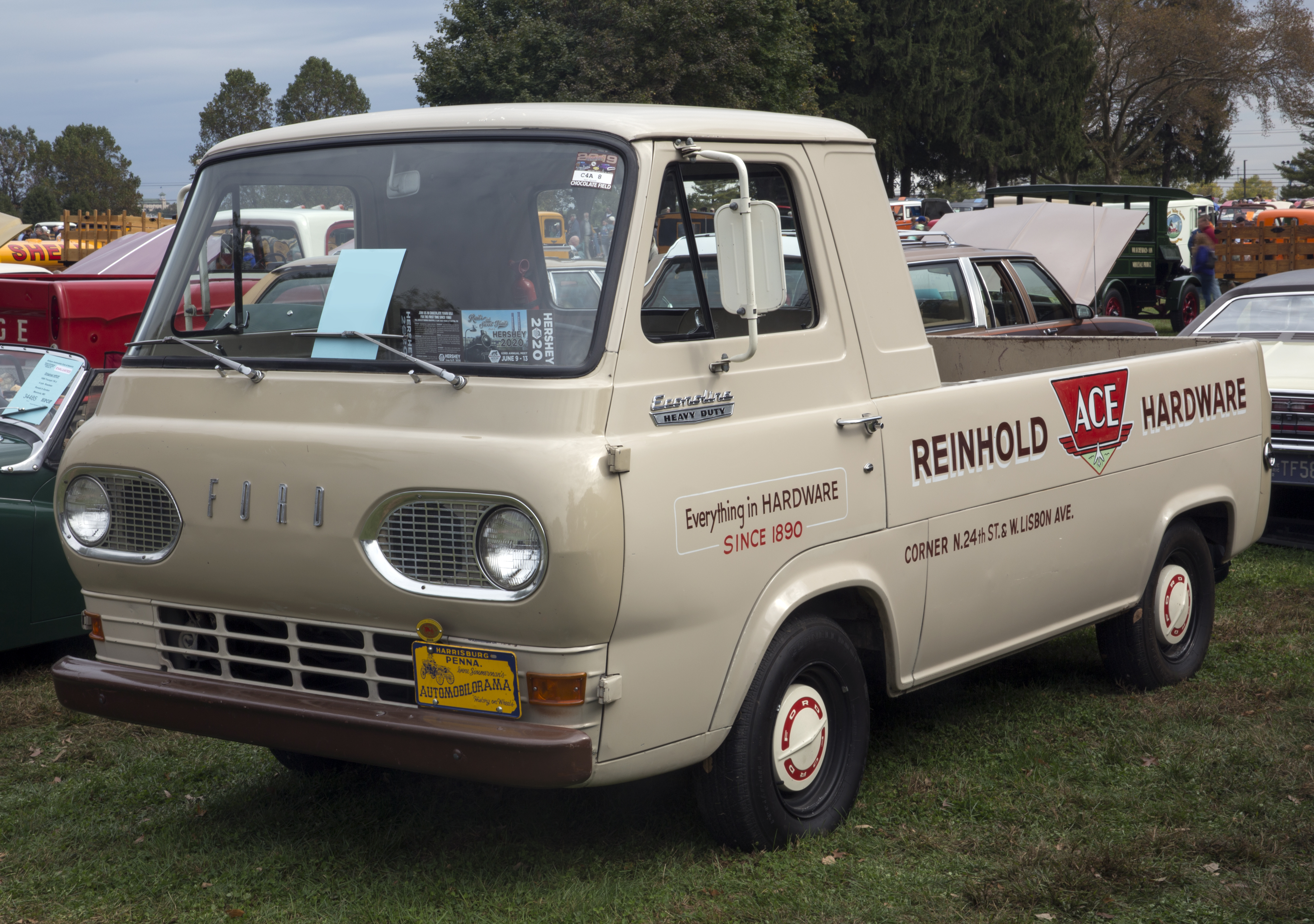
1967年式エコノラインピックアップトラック
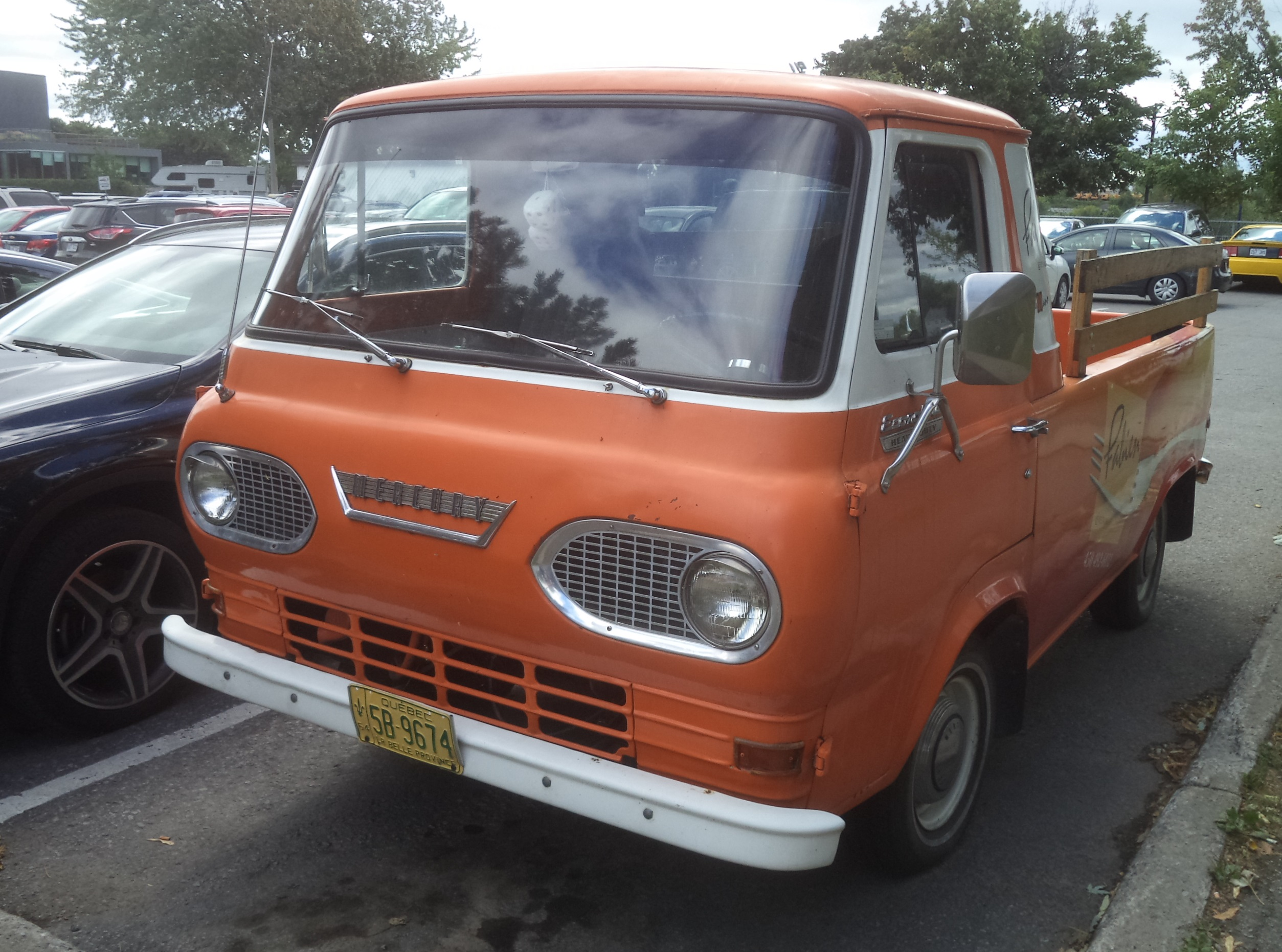
1964年式マーキュリー・エコノラインピックアップトラック

## 2代目（1968年 - 1974年）

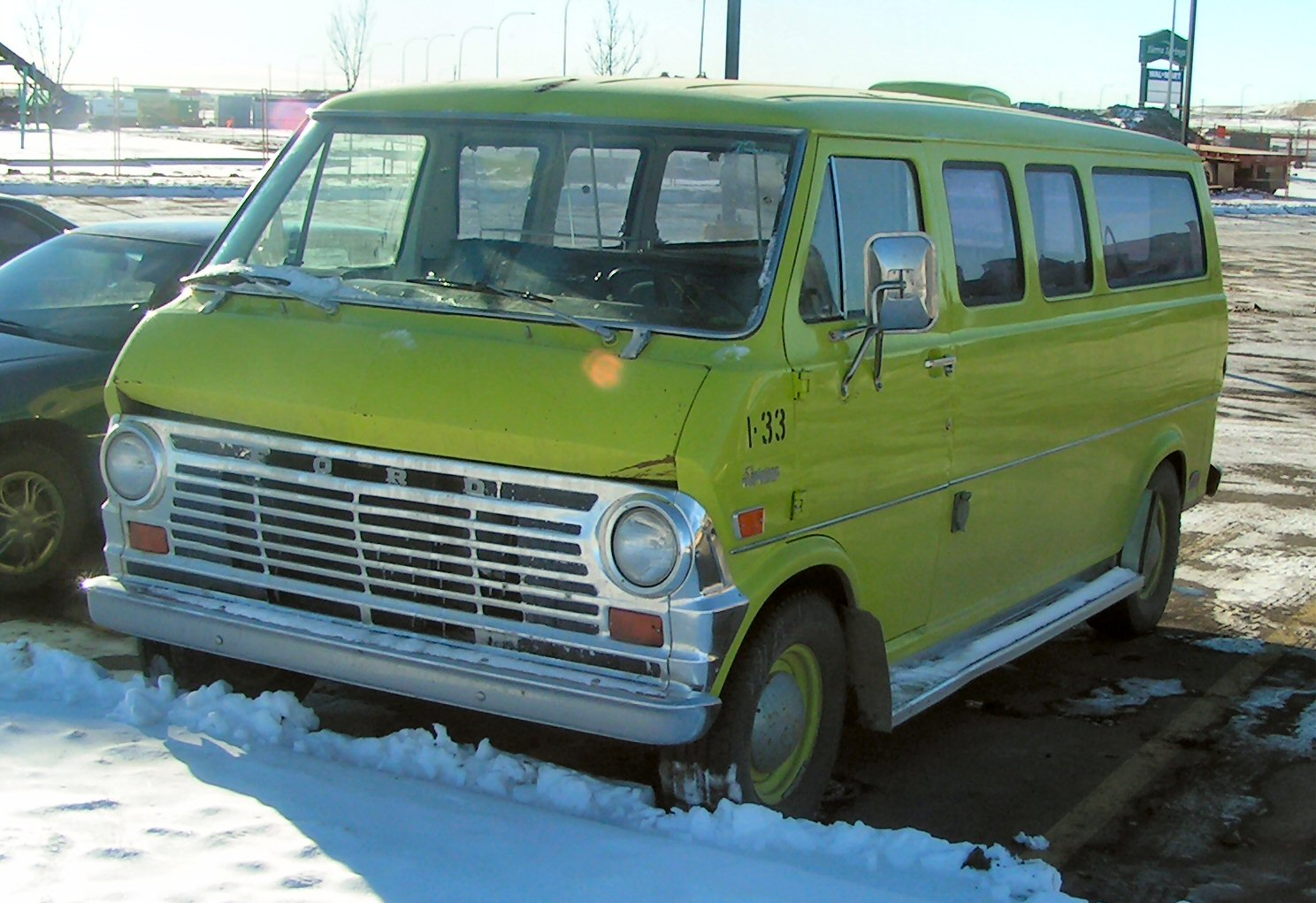
1969年 - 1971年式エコノラインウィンドウバン

1967年の長期にわたる全米自動車労働組合のストライキにより、予定より4ヶ月遅れの1968年1月に1969年モデルとして発売。ベース車はファルコンではなく、Fシリーズへ変更となった。デザインは、欧州仕様であるトランジットに似せたものであった。
先代同様モノコック構造を採用するものの、前車軸はより車体前部に設置された。
ツインIビームフロントサスペンションを装着。ホイールベースは381mm延長し、457.2mm延長されたロングホイールベースモデルは、当時の北米では最大級であった。ダッジやシボレーに続き、V型8気筒エンジンがオプション設定された。
シャシも変更され、先代とは異なりボンネットタイプを採用。フロントグリルはFシリーズに似たものとなった。
エンジンの位置が変更され、フロント下に移された。カーゴバンは継続設定されたが、ファルコンバンの後継としてパッセンジャーバンが追加設定された。フォードはパッセンジャーバンの販売を増加させるため、新たに2グレード、クラブワゴンとクラブワゴンシャトーなどラインナップを充実させた。ロングホイールベースモデルをベースにしたクラブワゴンシャトーは、エアコン、千鳥格子の生地、AM/FMカーオーディオ、12人乗りモデルをオプション設定した。
1971年にはFシリーズに合わせてグリルデザインが変更された。
1972年にはスライドドアがオプション設定され、同時に箱車向けのキャブ付シャシであるハイキューブバンが追加された。キャブ付シャシの追加により、2010年代でもRV市場で人気集めることとなる。

2代目（1968年 - 1974年）
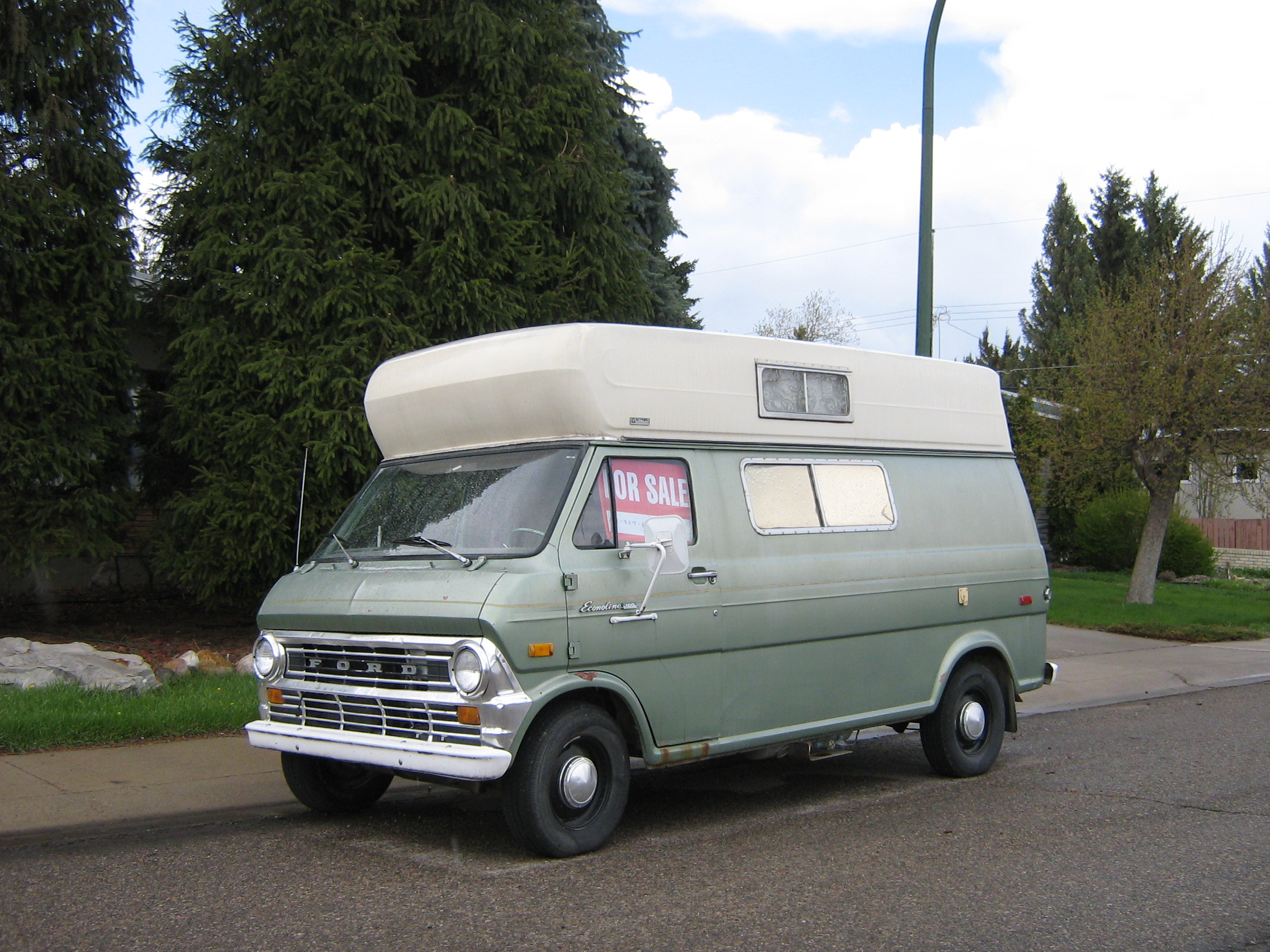
1972年式エコノライン（キャンピングカー仕様）
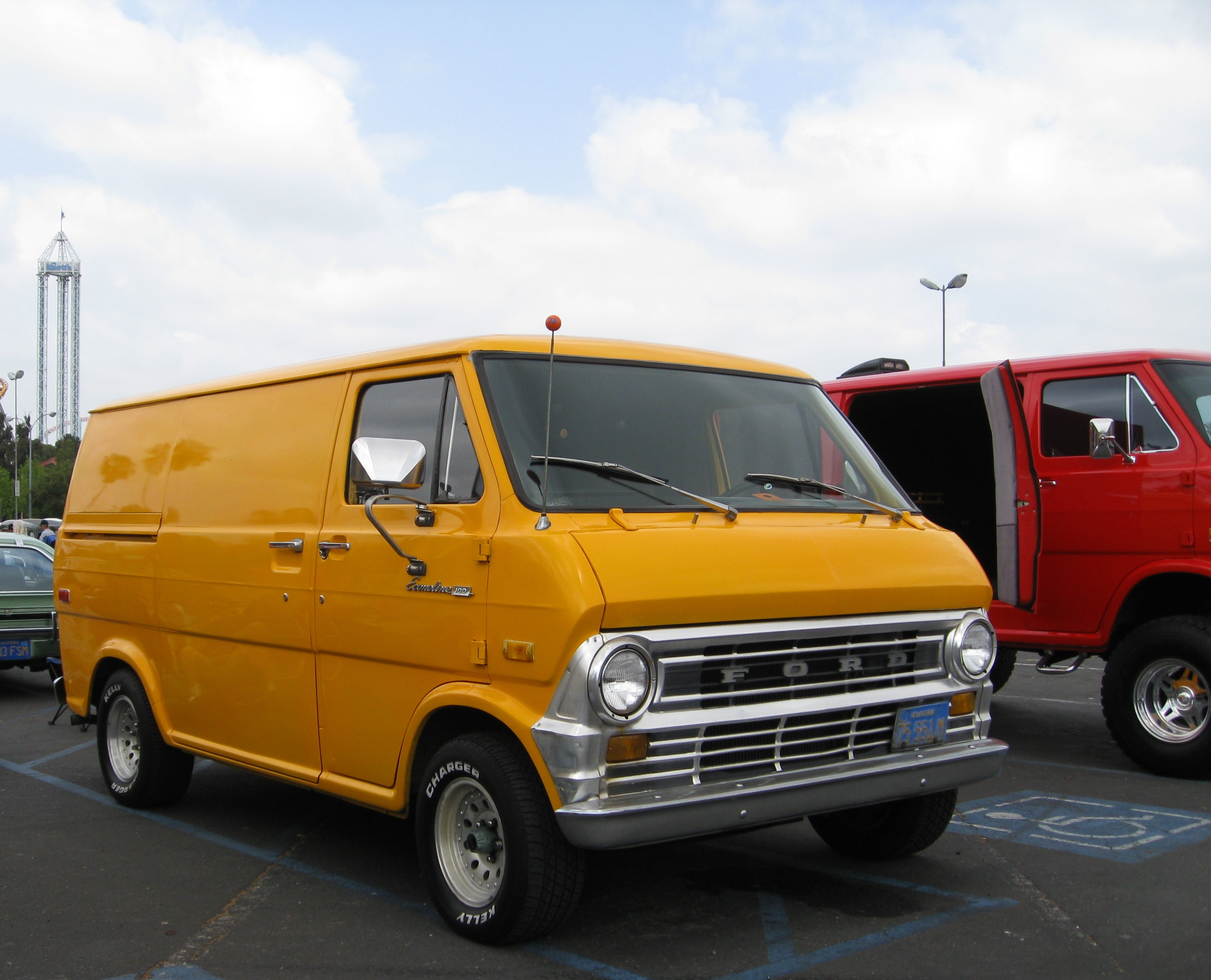
1973年式エコノライン100
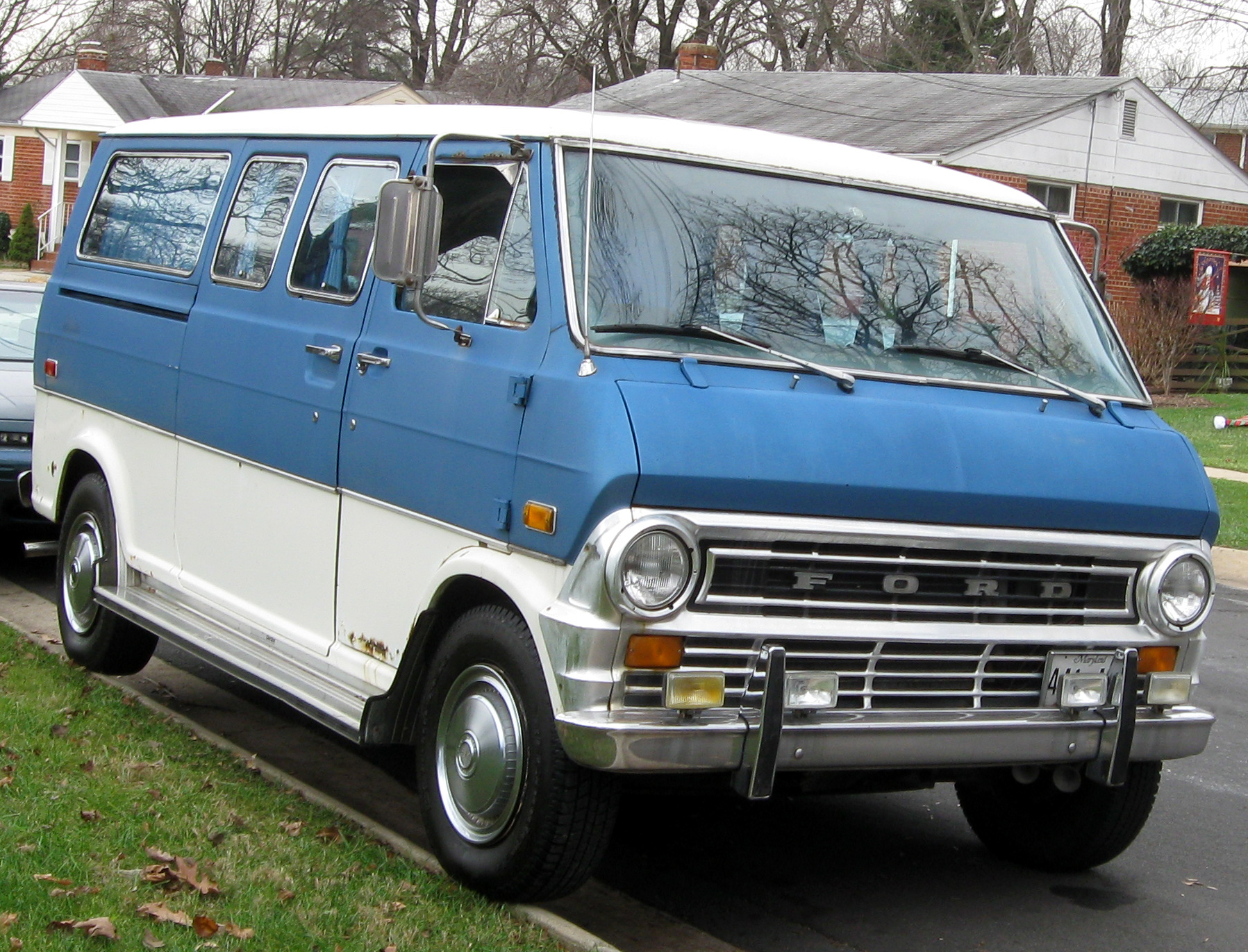
1972年 - 1974年式クラブワゴン

## 3代目（1975年 - 1991年）

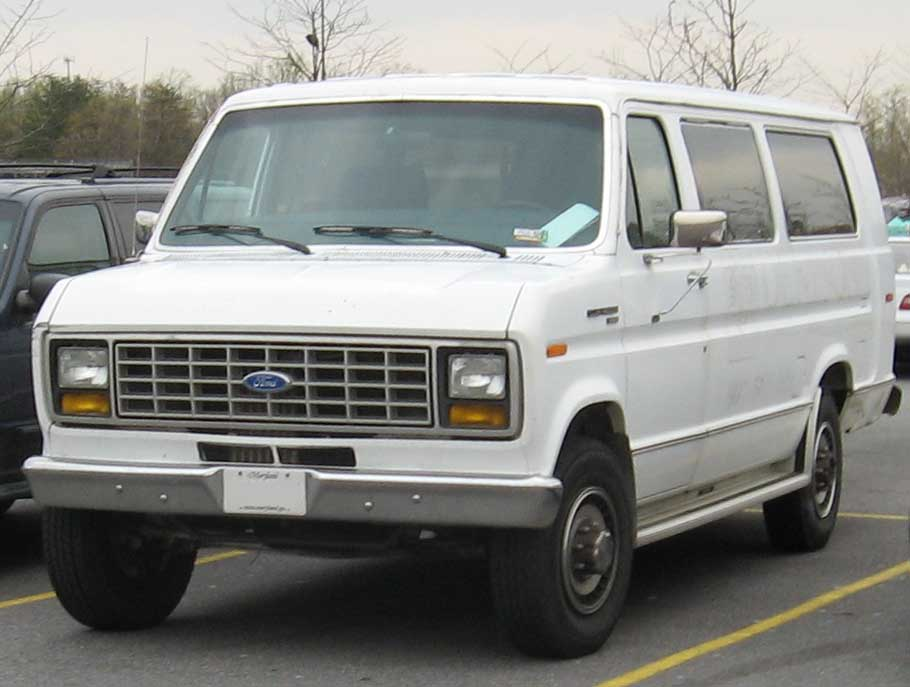
1983年 - 1991年式クラブワゴン

1975年にフルモデルチェンジを実施。商用モデルがエコノライン、乗用モデルがクラブワゴンという名前になった。新型シャシをベースに、汎用性を向上させるため、アメリカにおいて初めてフルサイズバンでボディオンフレームを採用して開発された。シャシの強度を高め、先代同様ツインIビームフロントサスペンションを採用。エンジンはより前方に搭載し、バンはサイズが大きくなり、3,150mmのショートホイールベースモデルは先代のロングホイールベースモデルより12.7mm延長されている。新型ロングホイールベースモデルは3,510mmとなり、1990年までのフルサイズバンで最も大型であった。
キャブ付シャシとして人気を集め、多数の救急車、トラック、バスとベースとなった。Fシリーズとドライブトレインを共有し、1970年代にはコンバージョンバンのベースとして人気を集めた。装備が簡素なカーゴバンをベースにインテリア、内外装を豪華にカスタマイズすることが流行した。
先代とは異なり、1975年モデルは2BOXとして開発された。当時のトランジットと同様エンジンを前方に搭載。ボンネットは先代と比較して約2倍程延長された。また、Fシリーズとの部品共有性が高く、ウィンドウベント、テールライト、バンパー、ホイールはFシリーズと共有している。また、16年間外観デザインはほぼ変更されなかった。
内装は新型シャシの採用により荷室が拡大され、エコノライン/クラブワゴンはE-100/150/250/350のバリエーションで販売されたが、1983年にエコノライン100は廃止された。
1978年モデルは、トラック・オブ・ザ・イヤーを初受賞した。
1978年には3,510mmのロングホイールベースモデルがベースのスーパーバン/スーパーワゴンが追加。後車軸後部が延長されたモデルで、荷室スペースや座席数が増加し、最大15人乗車が可能である。
1979年にはマイナーチェンジ。フロントグリルのデザインが変更され、丸形ヘッドライトが正方形の角形ヘッドライトに変更された。
フロントデザインは、後に登場するレンジャーとそのSUVモデルであるブロンコIIと似たものになっている。
1983年にはフォードの「ブルーオーバル」ロゴがフロントグリルに装着された。
1983年にはエンジン出力を低下させずに燃費を向上させるため、インターナショナル・ハーベスター製6.9L IDI V型8気筒ディーゼルエンジンをオプション設定。1988年には7.3Lに変更された。V型8気筒ディーゼルエンジンはエコノライン350（または同シャーシのクラブワゴン）でのみ搭載可能であった。キャブ付シャシは4.9L 6気筒エンジン、または5.8L以上のV型8気筒が搭載可能であった。
フルサイズバン市場でのATの人気向上により、1989年モデル以降、MTのラインナップを全廃止した。3速フロアシフトは1986年以降廃止され、4速フロアシフトオーバードライブMTが標準搭載となった。1988年には4速がマツダ製5速M5OD型トランスミッションとなった。

3代目（1975年 - 1991年）
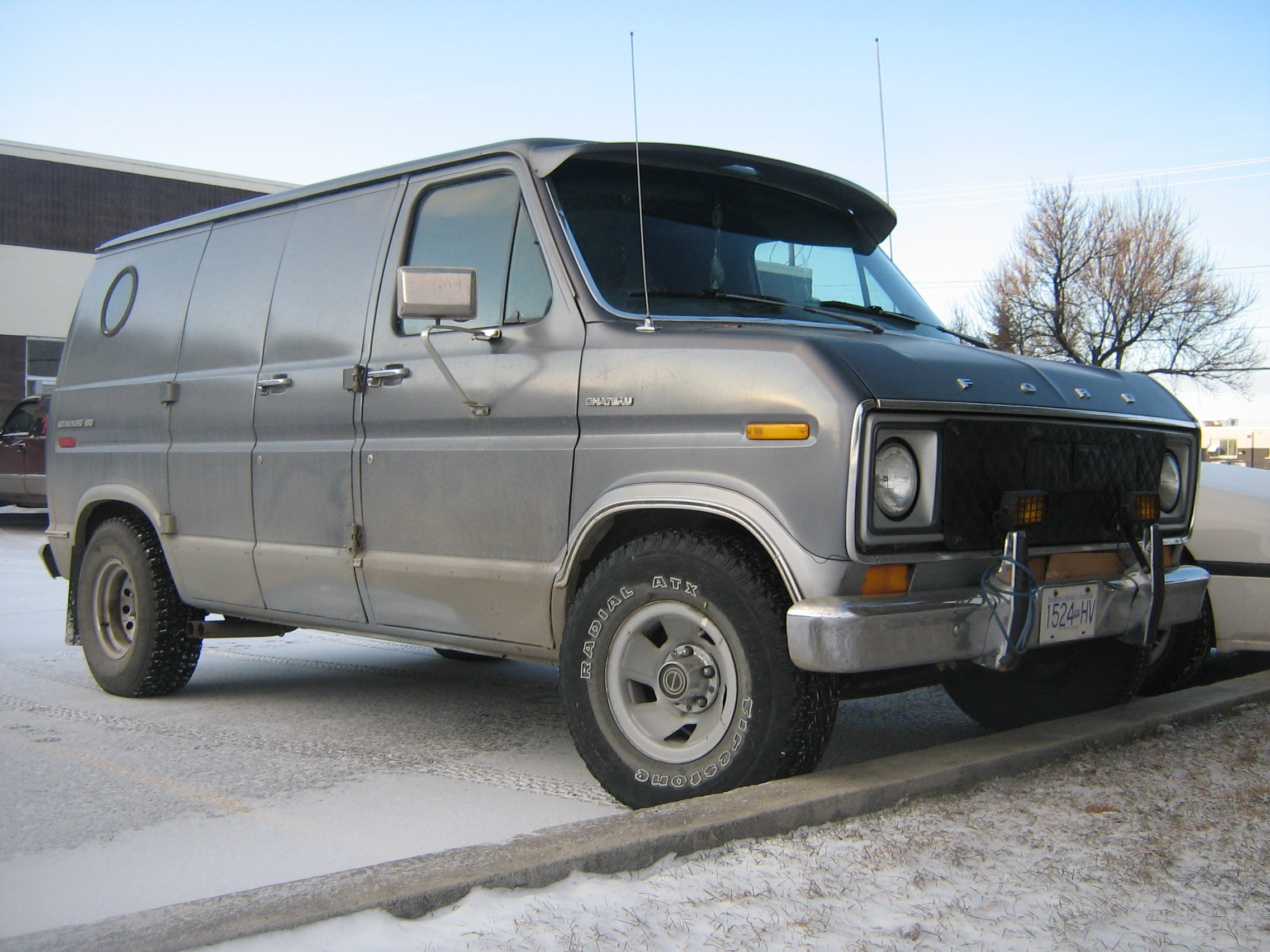
1975年式エコノライン150カスタム
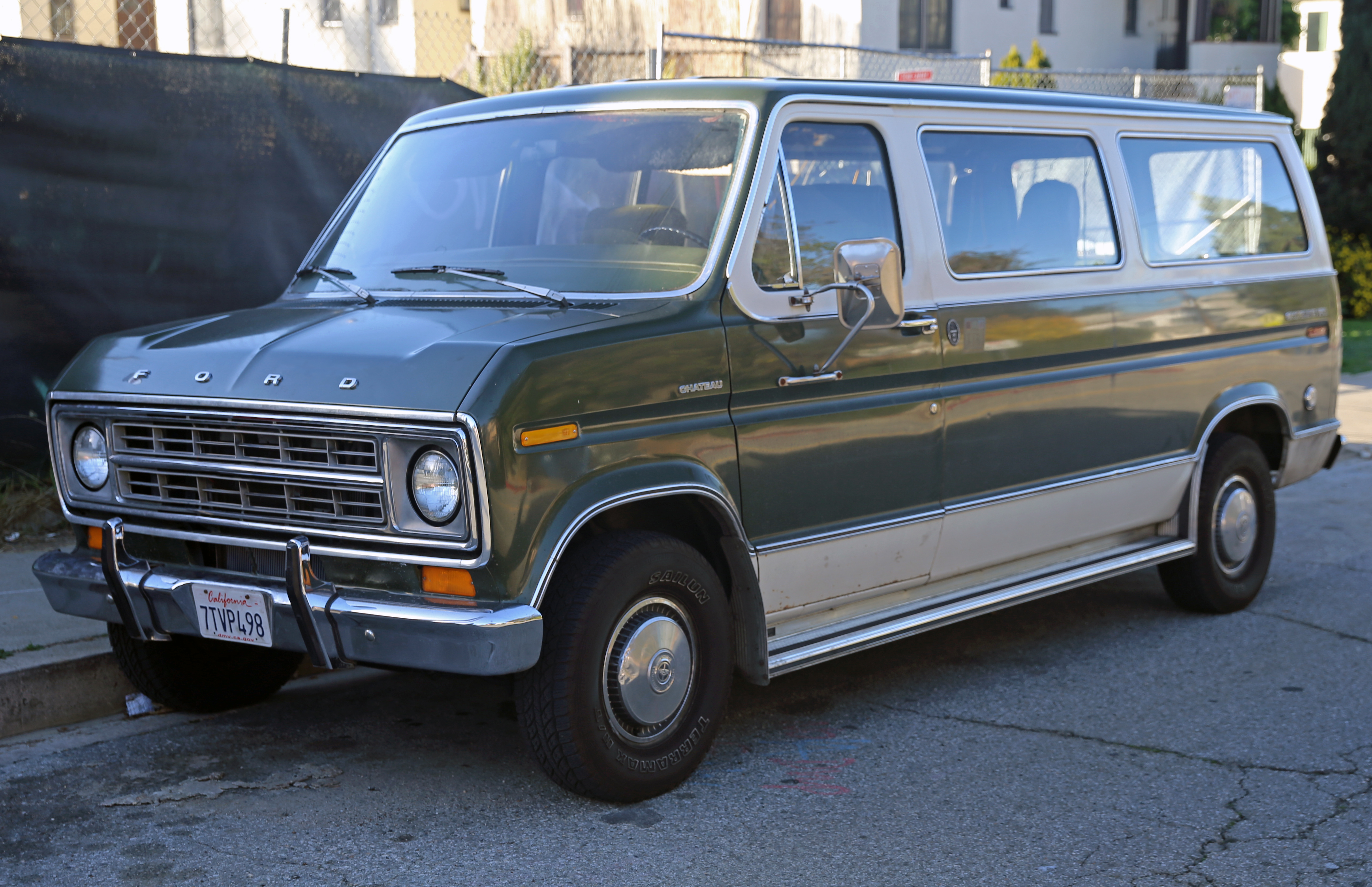
1975年 - 1978年式E-150クラブワゴンシャトー
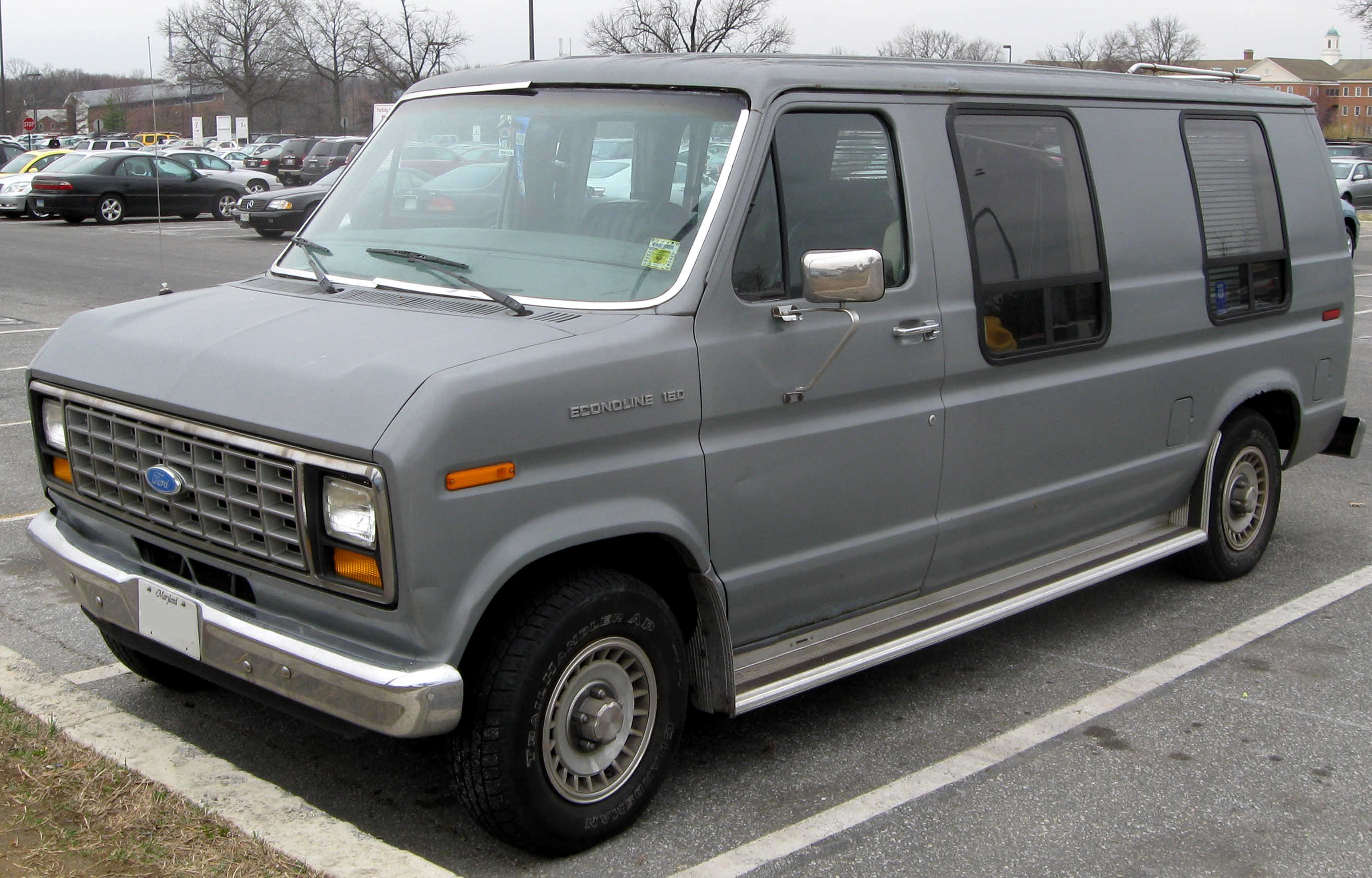
1990年式エコノライン150（コンバージョンバン）
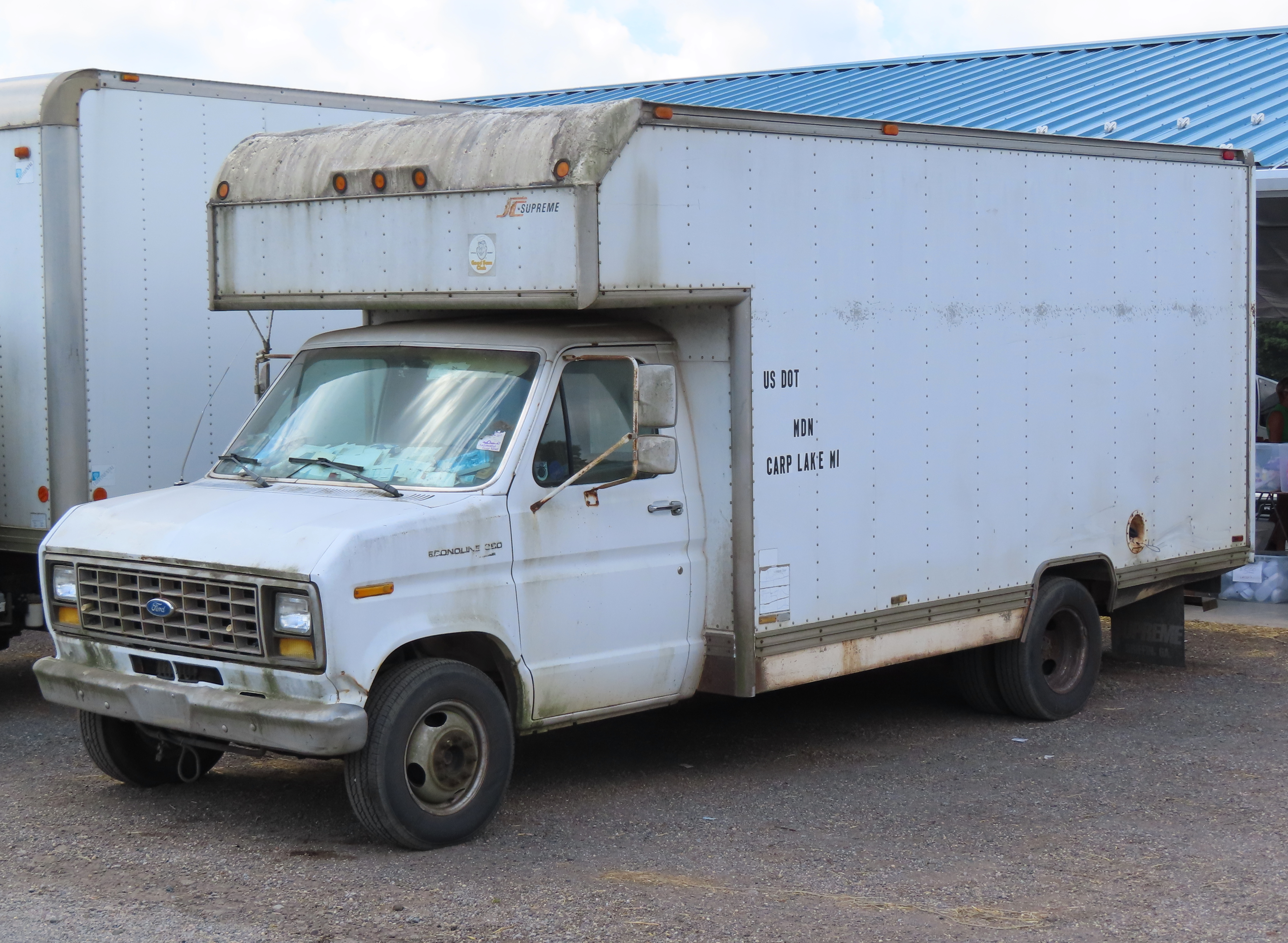
1989年式エコノラインE-350キャブ付シャシ
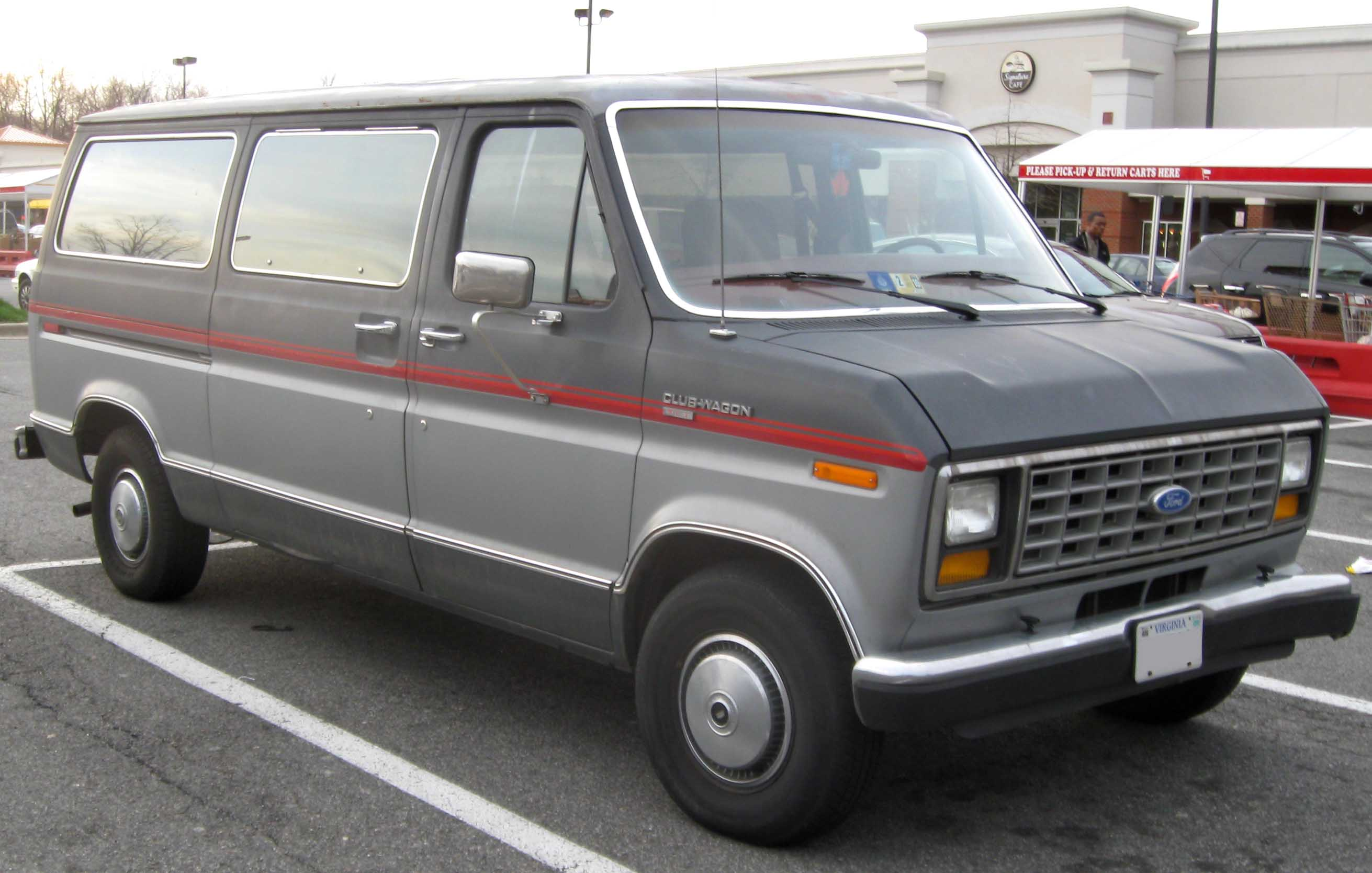
1983年 - 1991年式クラブワゴンXLT

## 4代目（1992 - 現在）

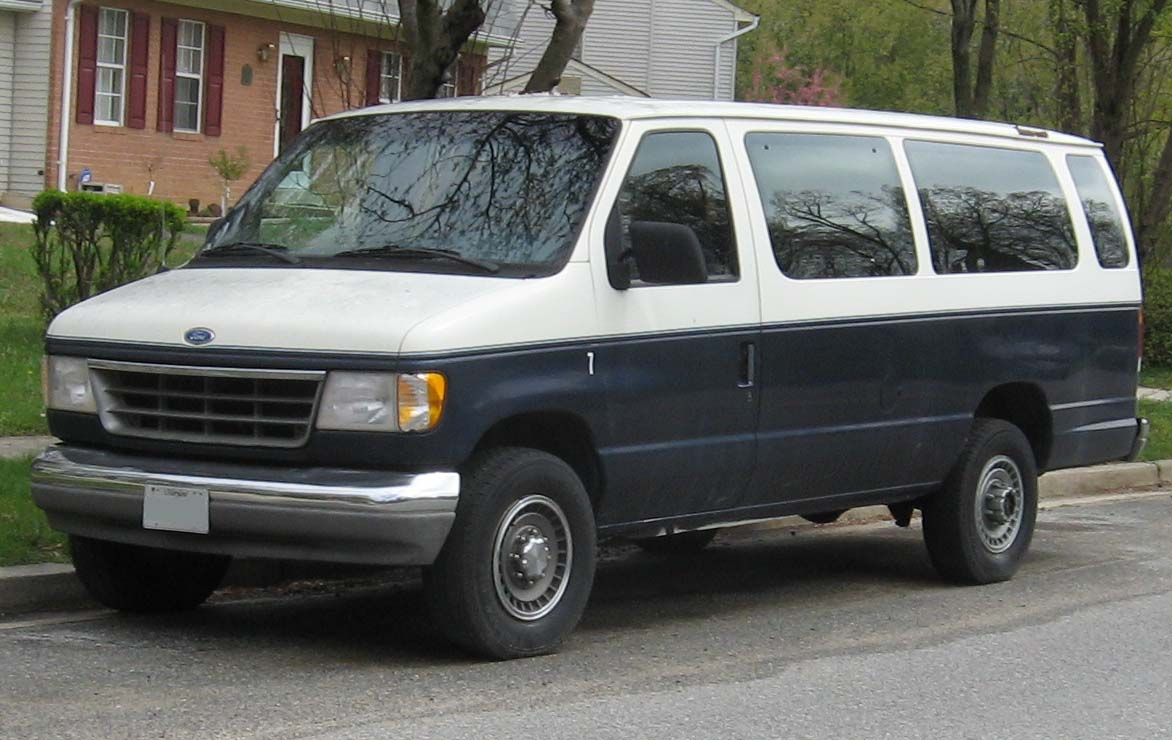
1992年 - 1994年式クラブワゴン（15人乗り仕様）

4代目は複数回にわたりマイナーチェンジが実施され、最新では2021年に実施された。
4代目もFシリーズと多数のコンポーネントを共有し、前サスはツインIビームフロントサスペンション、後サスはド・ディオンアクスルである。
クラブワゴンシャトーは、モータートレンドマガジンの同年のトラック・オブ・ザ・イヤーに選出された。
ボディは2タイプで販売され、商用/乗用モデルの延長モデルがE-250/350、2009年にE-150が追加され、商用モデルは2人乗り、乗用モデルは多数のバリエーションで販売され、通常モデルが最大12人、延長モデルが最大15人乗りが可能である。
先代同様商用モデルと乗用モデルが販売された。
4代目は3代目からパワートレインも流用（9代目Fシリーズと共有）で、4.9L直列6気筒エンジンを標準搭載し、5.0L V型8気筒エンジン（E-150のみ）と5.8L V型8気筒がオプション設定された。E-350バンのみ、7.5L V型8気筒エンジンと7.3L V型8気筒ナビスターディーゼルエンジンもオプション設定された。ディーゼルエンジンは1993年にはターボチャージャー付となった。1995年にはIDIディーゼルエンジンが7.3L V型8気筒パワーストロークディーゼルエンジンに変更された。
6.0L パワーストロークエンジンは、スーパーデューティートラックが2007年に6.4Lへ変更されたのに対し、エコノラインバンは2009年まで6.0Lで販売された。ディーゼルエンジンは2010年モデル以降廃止され、2009年にはフレックス燃料車を追加。
このモデルをベースとした高規格救急車が、名古屋市消防局など一部の消防本部に導入された。

### 1992年 - 1997年モデル
1992年に発売。シャシの大部分は先代からの流用で、VNプラットフォームを採用し、内外装デザインは完全リニューアルされた。1989年に廃止されたクラブワゴンシャトーは1992年にXTの上位グレードとして復活した。ゼネラルモーターズやダッジの競合車とは異なり、2BOXを採用した。開発にあたっては、空気抵抗を低減するボンネットとフロントガラスが傾斜したデザインが採用された。また、エコノライン/クラブワゴンはハイマウントブレーキランプを初採用したフルサイズバンである。
内装は運転席が大幅に近代化され、エンジンカバーの改良により、座席スペースが拡大した。Fシリーズおよびエアロスターとコンポーネントを共有しており、運転席側エアバッグが初標準装備されたフルサイズバンである（E-350を除く）。インパネも改良され、より読みやすいものとなった（ただしタコメーターはなし）。5桁のアナログスピードメーターがLCDデジタルスピードメーターへ変更された。
1994年モデルでは、1993年9月生産車から新型エアコンを採用。
1995年モデルでは、リアウインカーがオレンジ色に変更されたが、後に赤色一色に戻されている。
1996年モデルでは、中型車型を追加。車名は同時期に販売されていたF-スーパーデューティに合わせてE-スーパーデューティーとなり、キャブ付シャシがラインナップされた。E-350より強度が高く、7.3L V型8気筒ディーゼルエンジンと7.5L V型8気筒ガソリンエンジンがラインナップされたが、後に後者は6.8L V型10気筒トライトンエンジンへ変更された。トラックやバスのベースとしても人気があった。
1997年には、エンジンラインナップが整理され、7.3Lディーゼルエンジン以外が廃止された。ガソリンエンジンは10代目Fシリーズと共有し、直列6気筒エンジンは4.2L V型6気筒へ、7.5L V型8気筒エンジンが6.8L V型10気筒エンジンへ変更された。5.0L V型8気筒と5.8L V型8気筒は、それぞれ4.6Lと5.4L V型8気筒に変更された。4.2L V型6気筒エンジンは、先代とは異なりE-150/250バンのみ搭載可能となり、E-350バンは搭載不能となった。

### 1997年 - 2002年モデル（1999年以降はFシリーズ）
1997年に一部改良を実施。内外装デザインが変更され、エクスプローラーとF-150と同様のデザインが採用された。前のグリルデザインが変更された他には、バンパー形状、ダッシュボードのレイアウトが改良され、助手席にもエアバッグが装着可能になった。また、V8フォード・トリトン・エンジンが搭載された。
新型ダッシュボードが採用され、デュアルエアバッグの採用に続き、黒色を基調としたステアリング・ホイールが中央にホーンが追加されたスタイルに変更された。車内での操作性を向上させるため、温度ロータリースイッチとダブルDINカーステレオが追加された。インパネも再び改良され、アナログメーターが再採用された。フロントシートも改良され、シートベルトの装着位置がBピラーへ変更された。
1999年には、エコノラインは「Eシリーズ」に車名を変更。先代同様E-150/250/350のバリエーションで販売され、E-スーパーデューティーはE-450に車名を変更。
2001年には、一部改良と同時に北米の一般家族向けの「E-150トラベーター（F-150 Traveler）」を発売。これによりクラブワゴンシャトーが廃止される。なお、販売は好調ではなく1年で廃止された。
2001年9月には、キャブ付シャシのE-550を開発中であると発表。2002年には、Eシリーズ最大級となるGVWRが最大8.6トンのE-550スーパーデューティーを発表。発表通りキャブ付シャシがラインナップされた。E-550は、F-450/550スーパーデューティーとF-650の穴埋めとして登場した。F-550とシャシを共有しており、フロントグリルもF-550に似たデザインを採用した。大型フロントバンパーとプラスチック製フェンダーフレアを装着している（F-550と共有）。ホイールベースは4,051mm - 5,930mmと数種類をラインナップしている。スーパーデューティーやE-350/450と同様6.8L V型10気筒エンジンと7.3L V型8気筒ターボディーゼルエンジンが搭載された。なお、2003年モデルを最後に生産終了となった。

### 2003年 - 2007年モデル

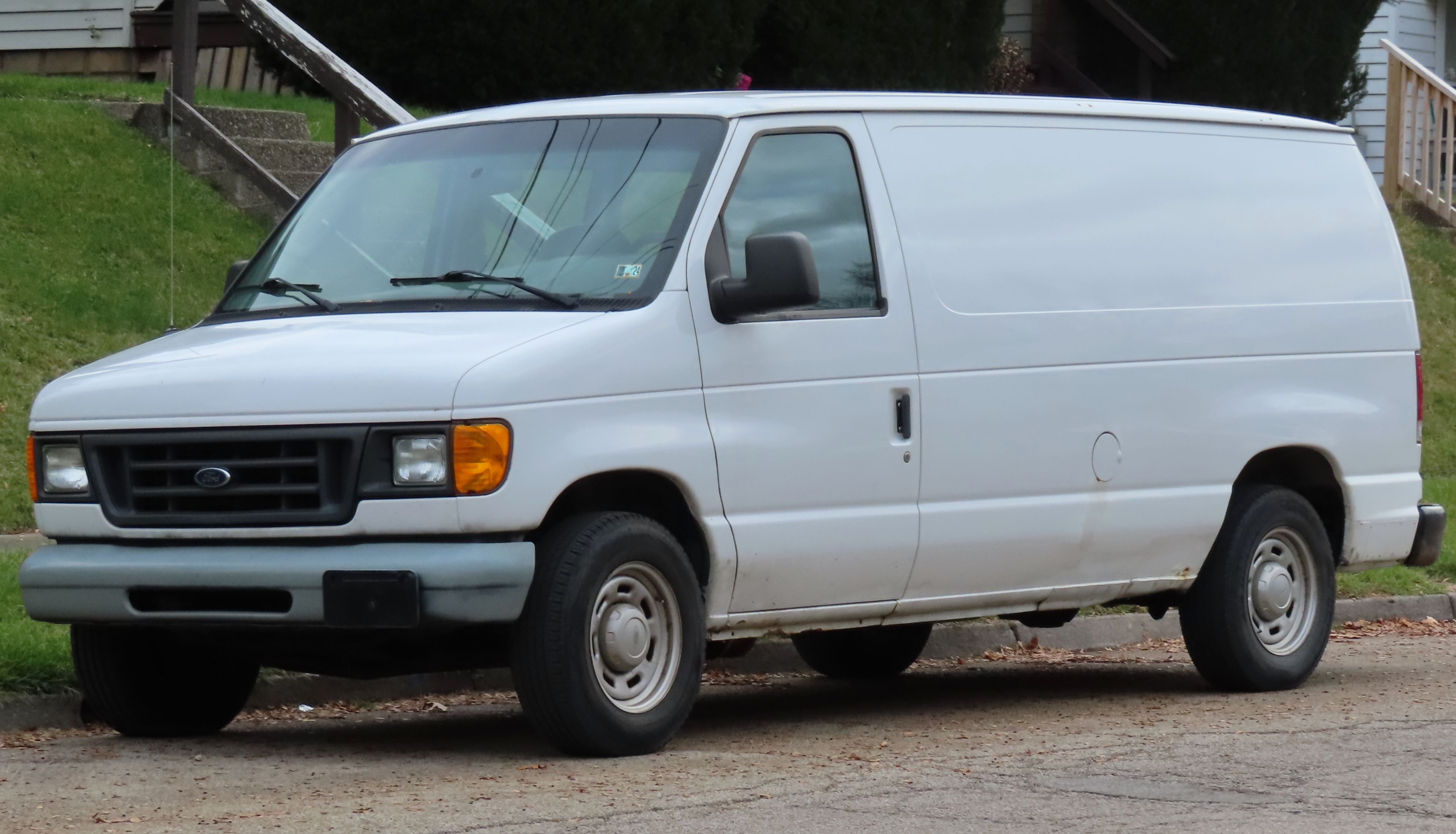
2004年式E-150カーゴバン

2003年に一部改良を実施。フロントグリルが2002年式E-550と同様のデザインが変更され、フォードのブルーオーバルロゴがボンネットからフロントグリル中央へ変更された（1991年式以来）。フロントグリルはグレードに合わせてダークグレーまたはクロームになった。ダッシュボードは大幅改良されなかったもののエンジンカバー、カップホルダーが新デザインを採用し、グローブボックスが装備された（1974年式以来）。
2003年には、4.6L V型8気筒エンジンがE-250バンでも搭載可能となった。
2004年には、7.3L ディーゼルエンジンが6.0L パワーストロークディーゼルエンジンへ変更された。また同年には、メーターがデジタルオドメーターへ変更され、バンにはタコメーターがオプション設定された。  
2004年モデルでは、7.3L ディーゼルエンジンが6.0L ナビスターディーゼルエンジンへ変更され、先代よりインタークーラーが増設された。4.2L V型6気筒エンジンが廃止され、4.6L V型8気筒エンジンがE-150とE-250に標準搭載され、EシリーズはV型8気筒エンジンを標準搭載した初のアメリカ製フルサイズバンとなった。  
2006年には、6.8L V型10気筒エンジンが追加された。
2007年モデルでは、全ラインナップに8穴ホイールが採用され、GVWR3.8トンを超えた。

### 2008年 - 2014年モデル

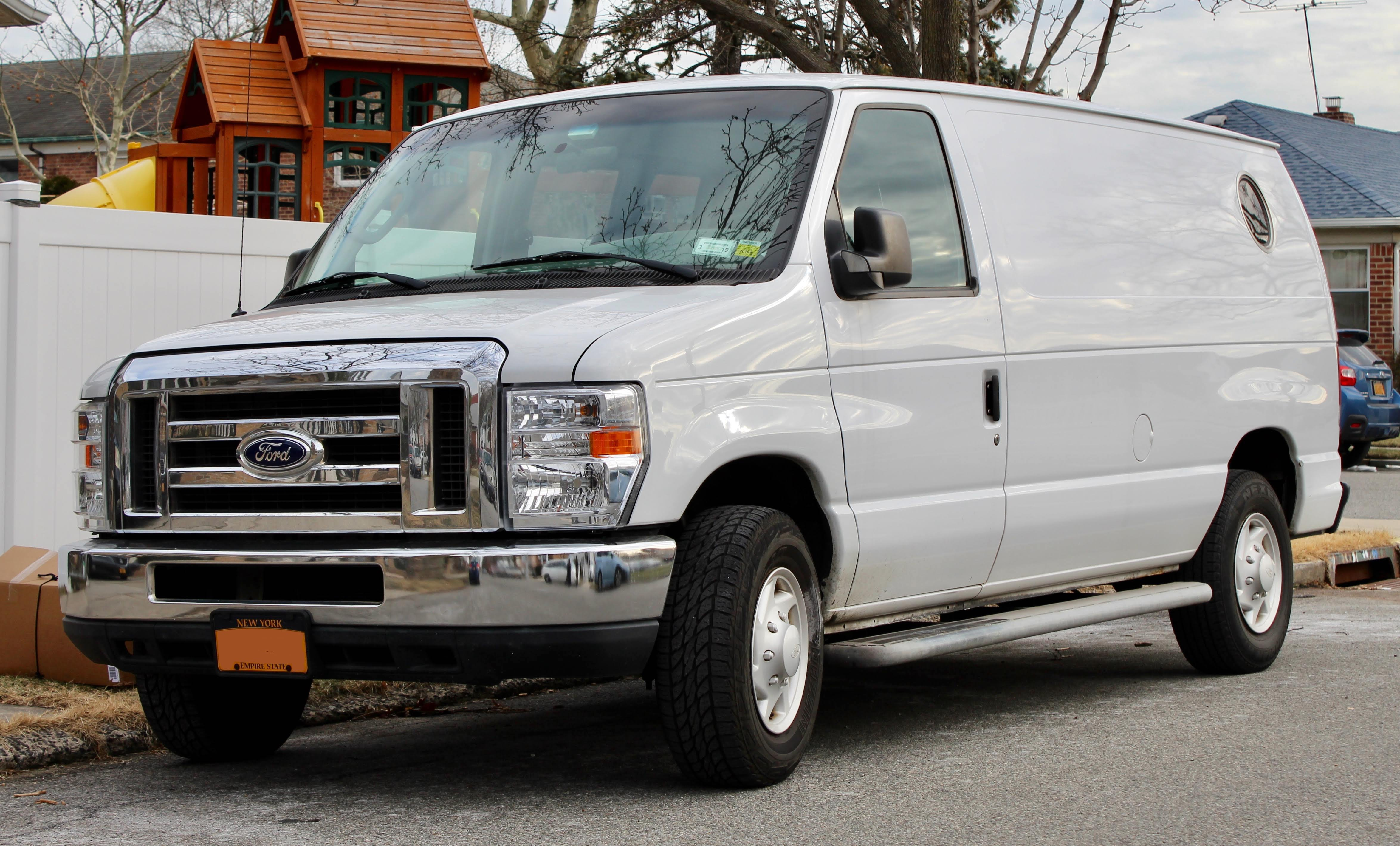
2008年式E-250カーゴバン4.6L

2007年3月にニューヨーク・オート・ショーで新型Eシリーズが発表された。新型Eシリーズバンは、2008年式スーパーデューティートラックと同様のフロントエンドデザインを採用した。インテリアは先代からの流用。 
新型Eシリーズは前後の外装デザインが変更され、ヘッドライトとフロントグリルが大型化した。E-スーパーデューティーは6.0Lディーゼルターボエンジンを搭載し、またブレーキ系統、サスペンション、ステアリングシステムも改良が加えられた。
2008年モデルでは、シャシが改良された。ハンドリングと安全性を向上させるため、ブレーキ、ステアリングが改良され、横滑り防止装置を新規搭載。
2009年モデルでは、内装デザインが変更された。インパネが大型化し、警告等の情報を表示可能なメッセージセンターが追加された。ドアパネルも改良され、「E-SERIES」ロゴがエンボス加工された。スイッチ類はスーパーデューティートラックと共通となった。カーラジオも改良され、AUXが標準装備された。また、マイクロソフトが開発、USB統合、Bluetoothのハンズフリー通話、ワイヤレスオーディオストリーミングが追加されたシンクエンターテイメントシステムもオプション設定される。後にタッチスクリーンGPSナビゲーションシステムも追加され、一部モデルにはHDラジオも含まれる。また、バックカメラがオプション設定された。これはフォード製フルサイズバンの純正オプションとしては史上初の設定であった。
2009年には、E-150が追加された。
2011年モデルでは、6.0L V型8気筒パワーストロークターボディーゼルエンジンが廃止され、それに伴いEシリーズのディーゼルエンジンラインナップが全廃止となった。
2014年5月、最後の4.6L V型8気筒エンジンが生産され、2015年には5.4L V型8気筒エンジンが標準搭載となった。

### 2015年 - 2020年モデル
2014年6月にEシリーズのワゴン/バンが販売終了となり、後継車種はトランジットとなる。Eシリーズよりトランジットの方が燃費も良く、加えてEシリーズのユーザーの95%が商用およびフリートユーザーであり、商用需要が高かったため、より本格派商用車のトランジットをラインナップを追加した上で米国とカナダで発売した。Eシリーズは1980年以来、米国で最も売れたフルサイズバンであった。
なお、キャブ付シャシはRVやバスなどのベースとして人気のため、キャブ付シャシ（キャブ付、他社製荷台搭載）、シャシ（キャブ無、他社製荷台搭載）は引き続き販売継続すると発表された。
Eシリーズが搭載する4.6L V型8気筒モジュラーエンジンが2014年モデル以降生産終了し（当時の搭載車種はEシリーズのみ）、2015年および2016年モデルでは、エンジンオプションは5.4L V型8気筒モジュラーエンジン、6.8L V型10気筒モジュラーエンジンのみとなった。2017年からは5.4L V型8気筒モジュラーエンジンが6.2L V型8気筒ボスエンジンへ変更された。両エンジン共にフレックス燃料に対応しており、CNGまたはLPG仕様がオプション設定された。
2019年モデルでは、キャブ付シャシが廃止され、2020年モデル以降は生産終了となる。

### 2021年 - 現在
2021年モデルでは、インテリアデザインが改良され、4代目スーパーデューティー用に開発されたステアリング・ホイールを採用し、インパネ周りがより近代的となった。エンジンは4代目スーパーデューティートラックの7.3L V型8気筒ゴジラ自然吸気ガソリンエンジンのみのラインナップとなり、CNGまたはLPG仕様もオプション設定されている。なお、エクステリアデザインは2008年から変更されていない。

インパネに2.3インチのモノクロスクリーンが装着されており、8インチのカラースクリーンも装着可能である。新型インパネでは、アダプティブ・クルーズ・コントロール、前方衝突回避システム、車線逸脱防止支援システム、オートハイビームなど、安全装備関連のオプションが追加された。

4代目（1992年 - 現在）
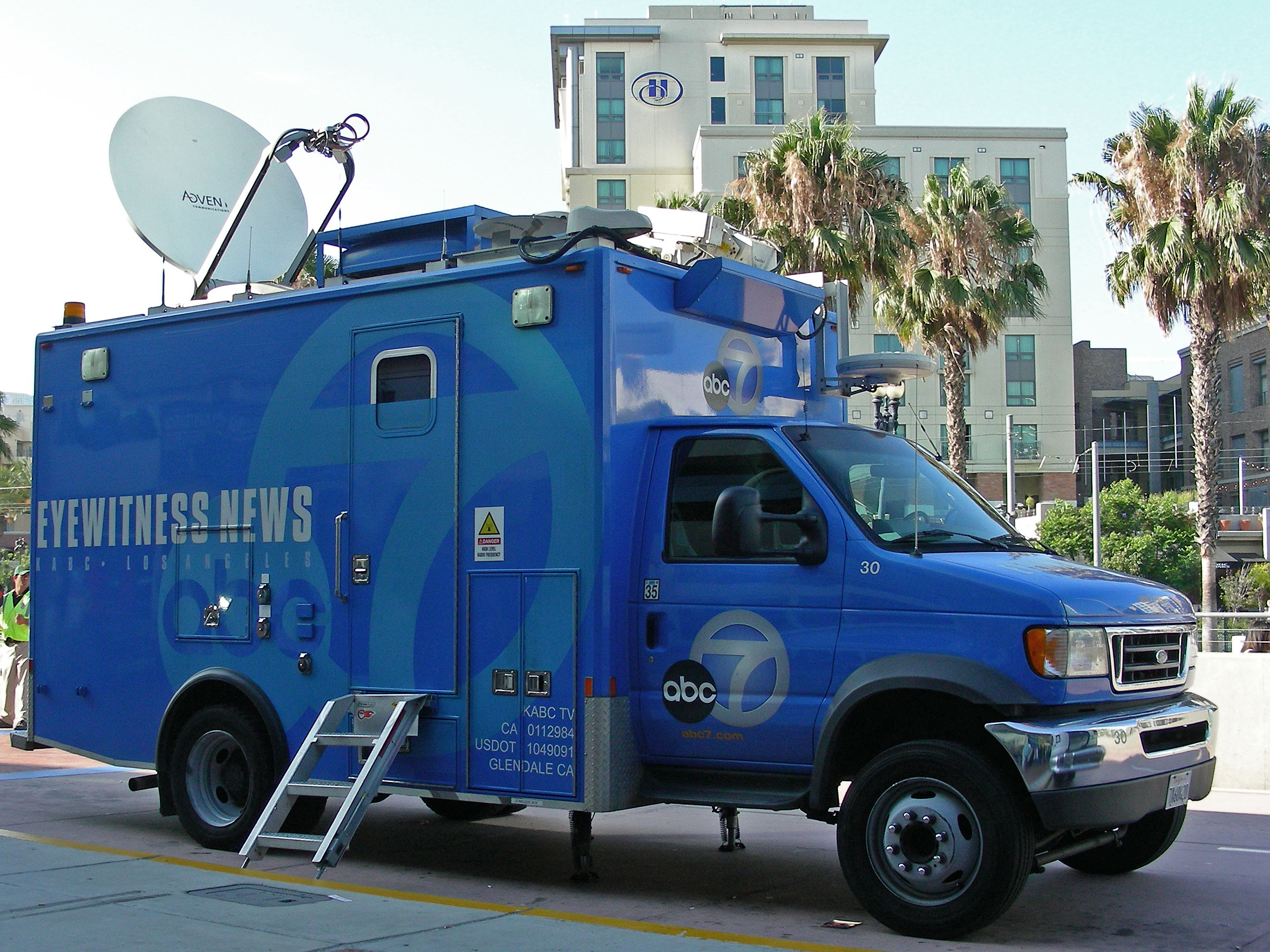
2005年式E-550スーパーデューティー（KABC-TVの移動中継車仕様）
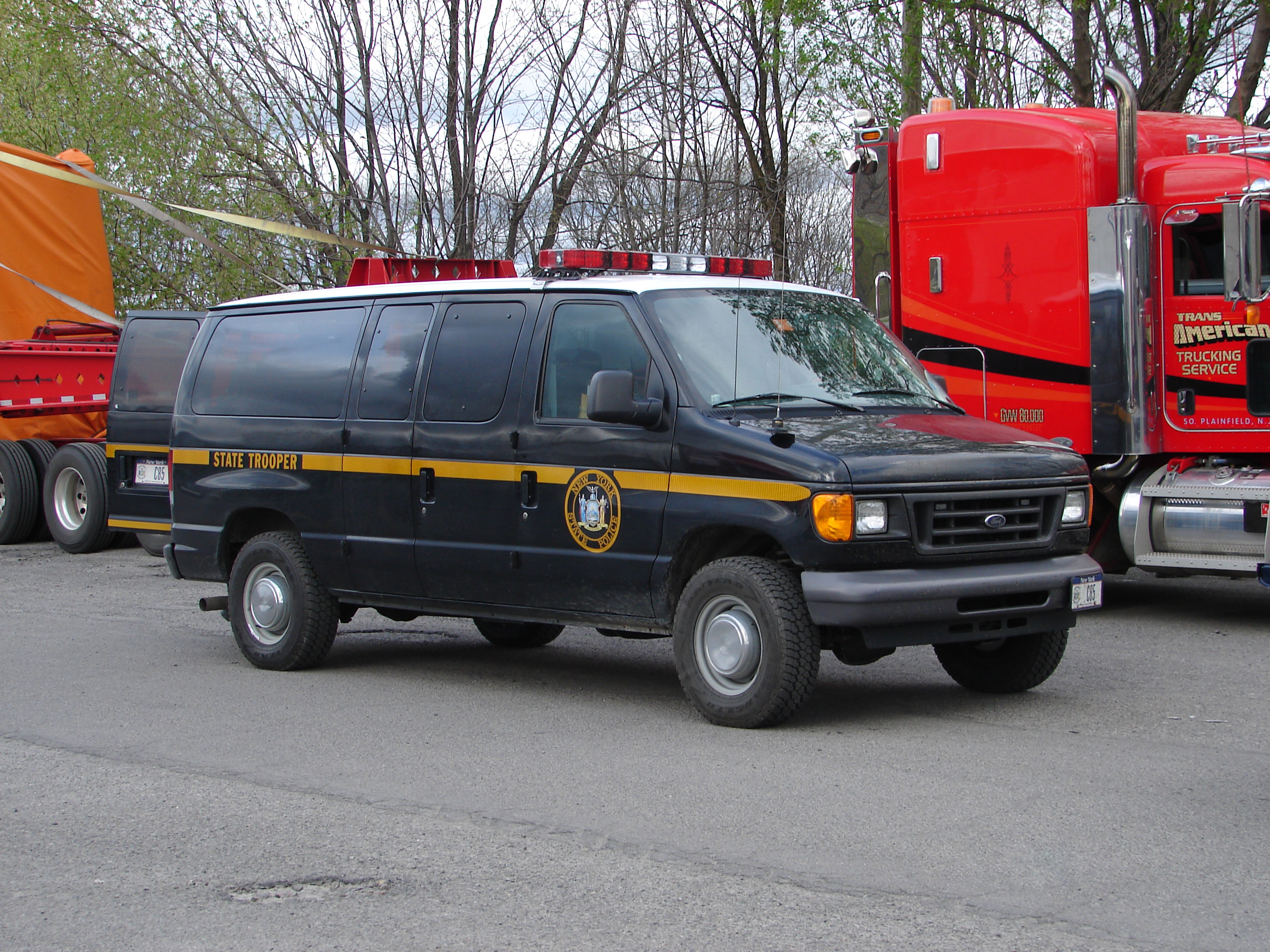
2006年式E-250（ニューヨーク州警察仕様）
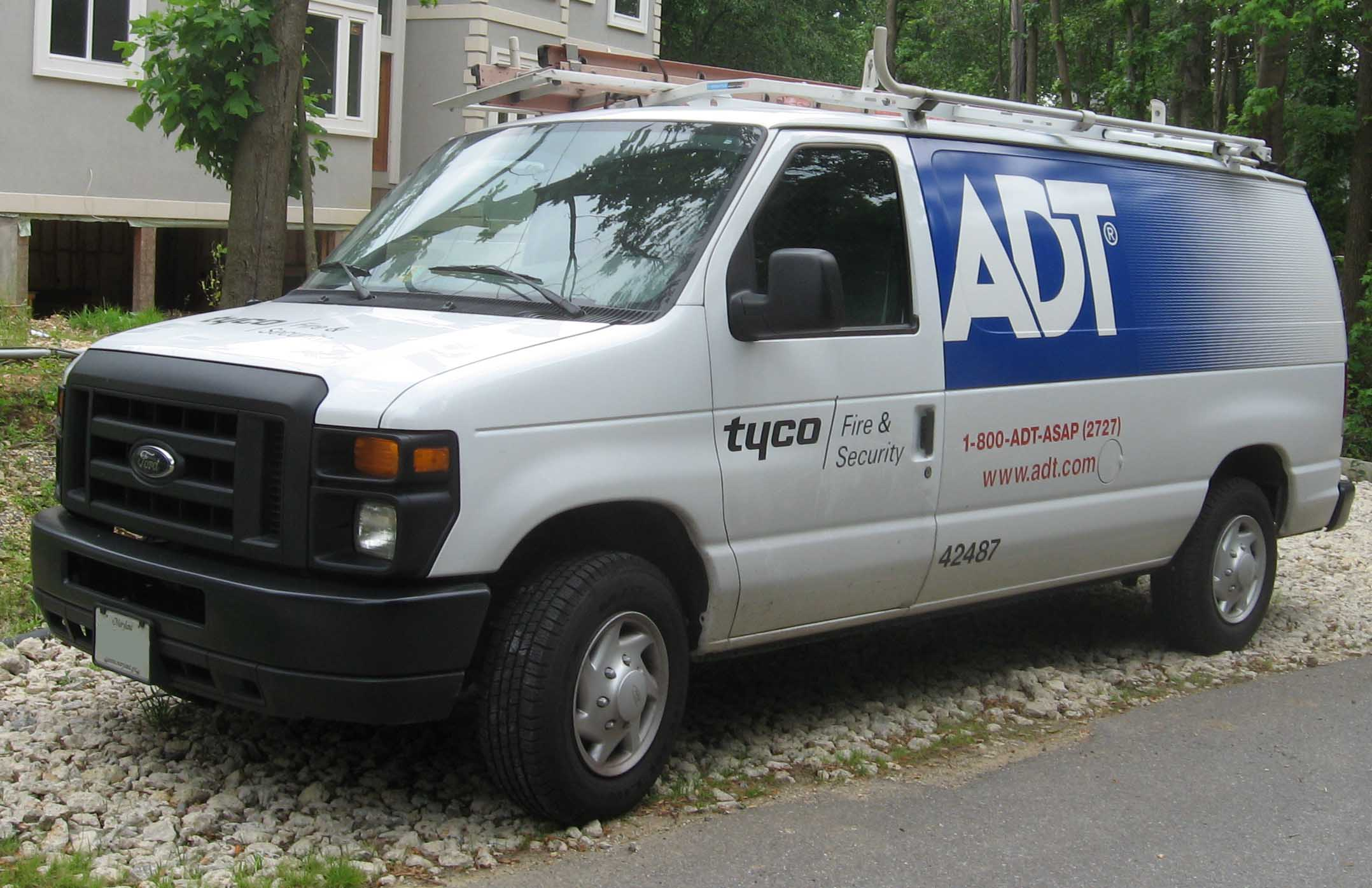
2008年式E-150バン
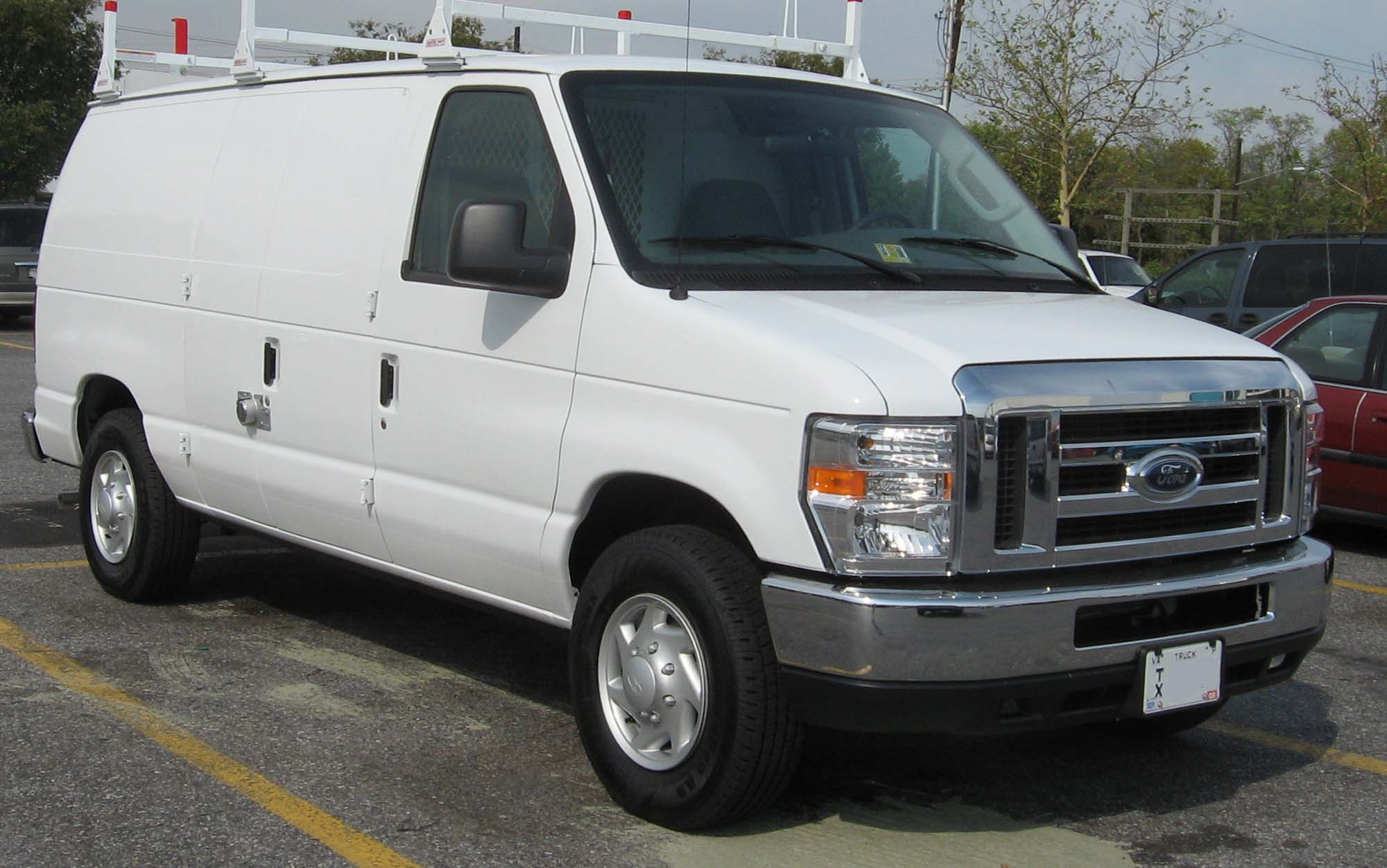
2008年式E-250バン
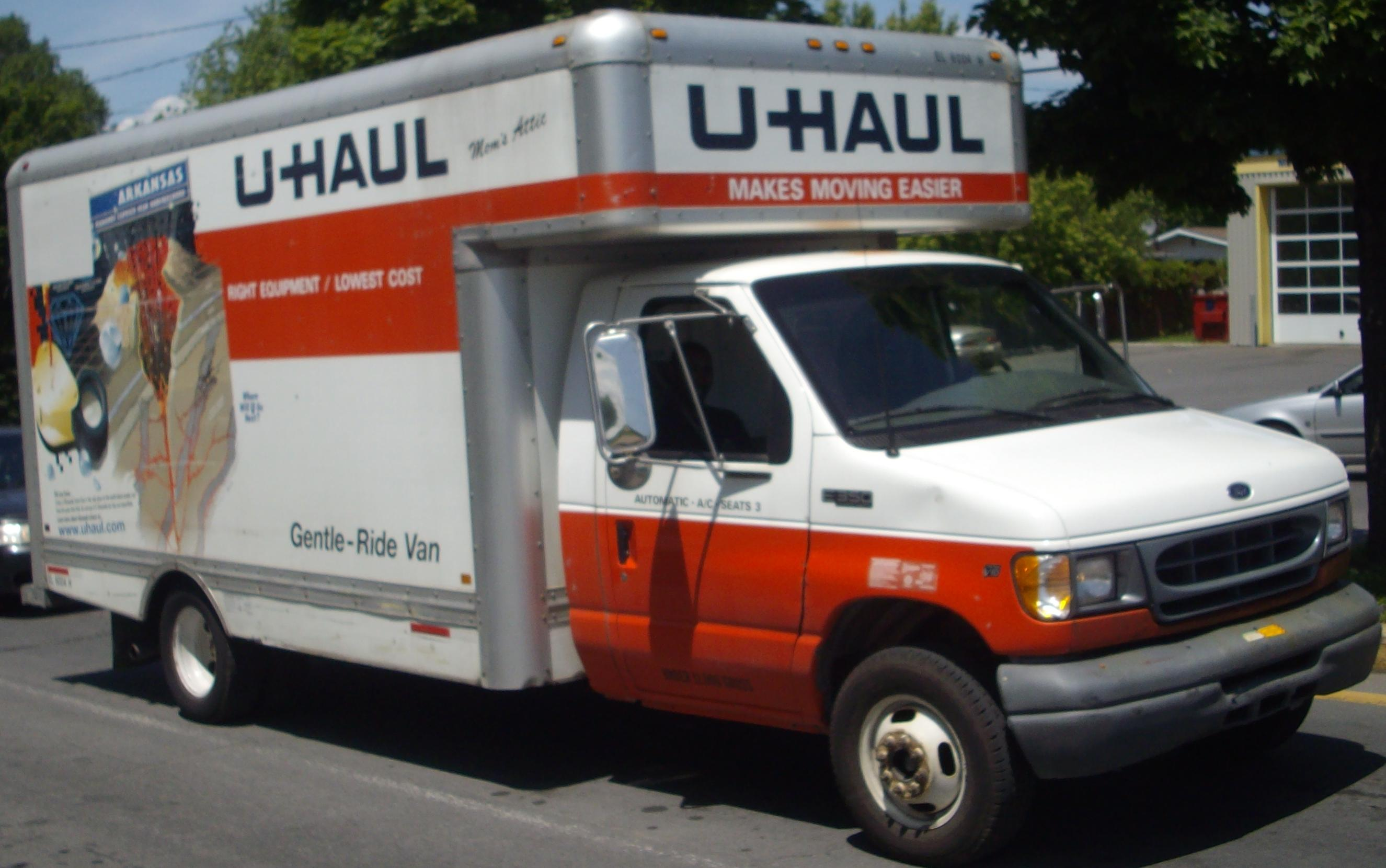
1999年 - 2002年式E-350キャブ付シャシ（U-ホール社）
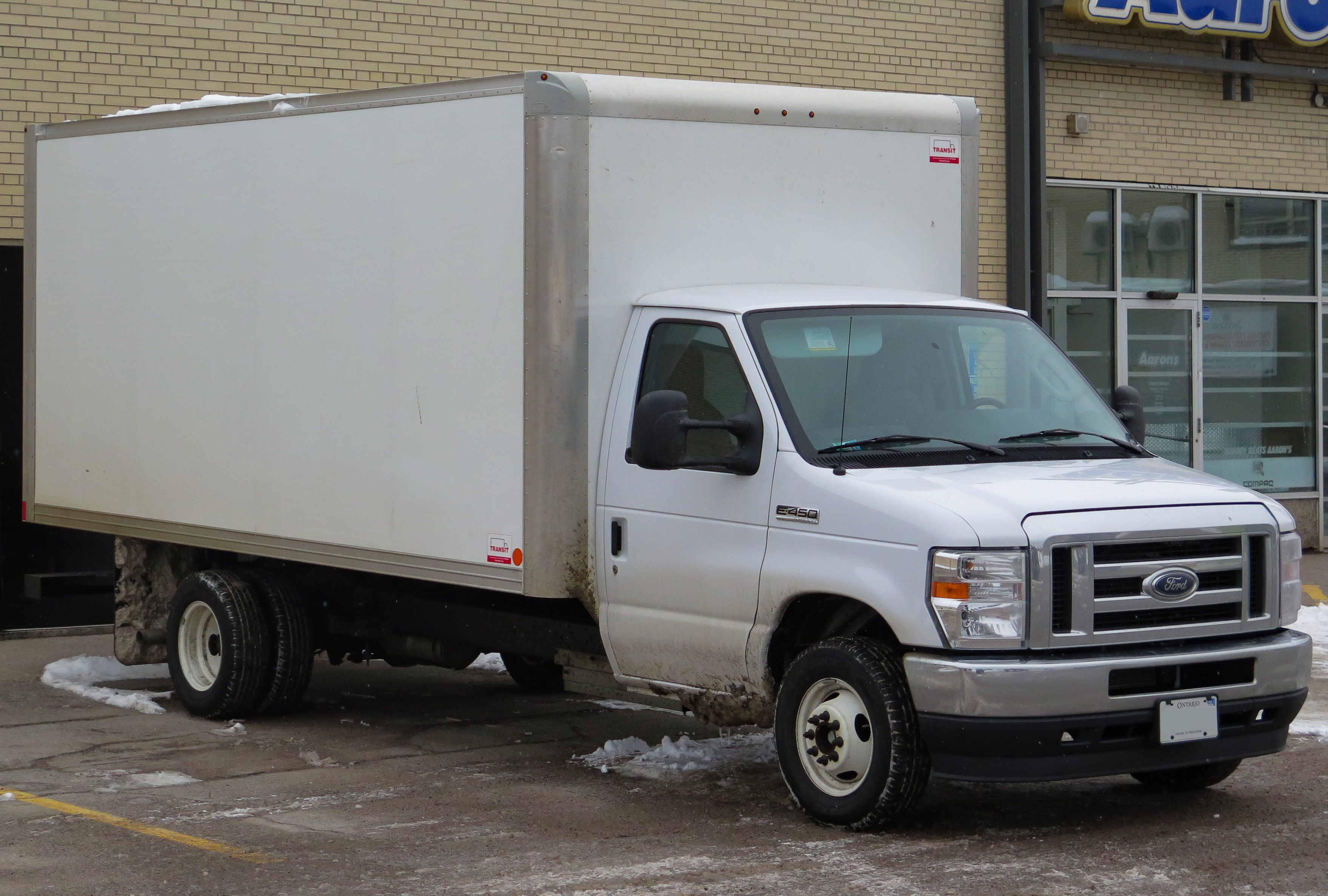
2023年式E-450キャブ付シャシ
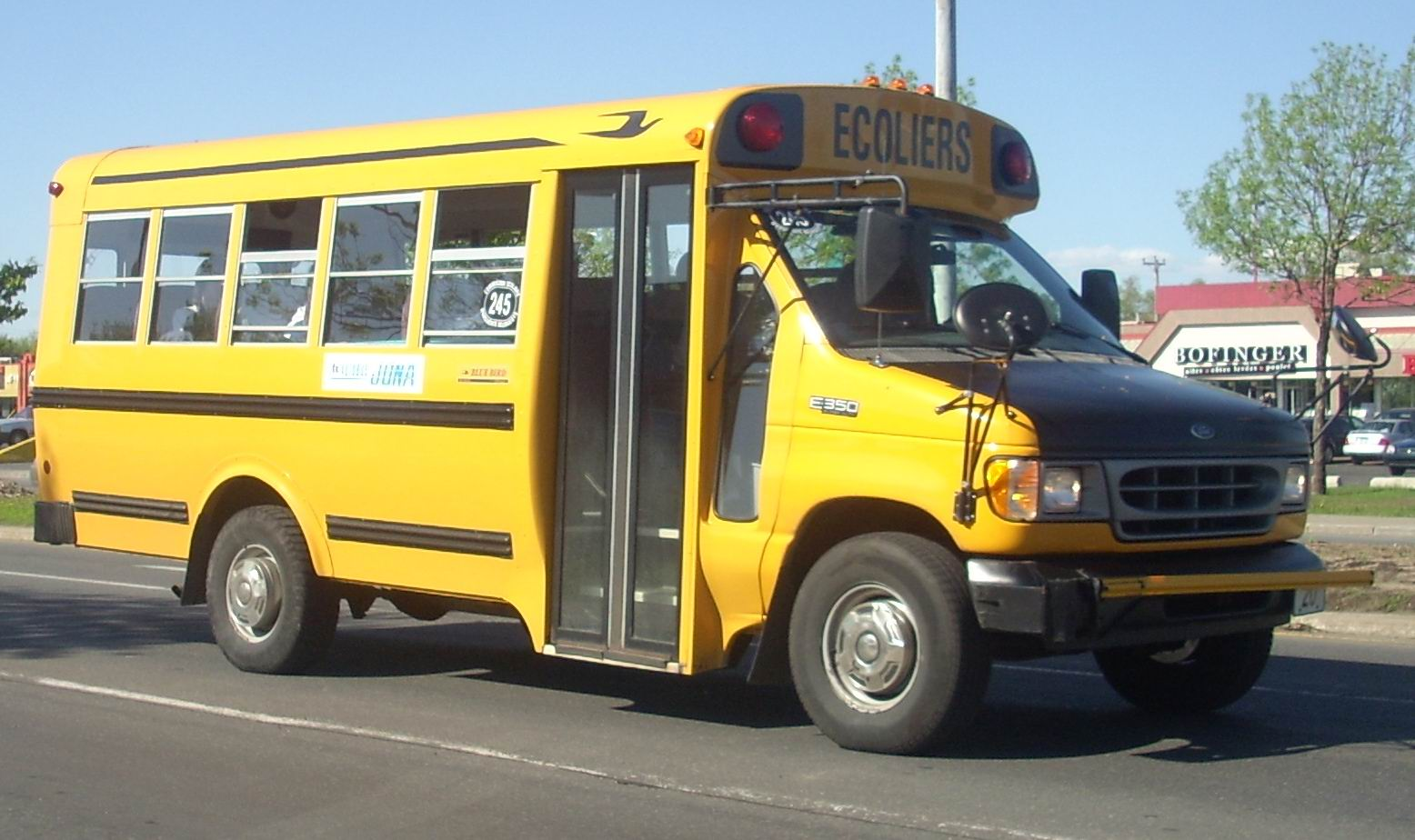
2000年 - 2002年式E-350（スクールバス仕様）
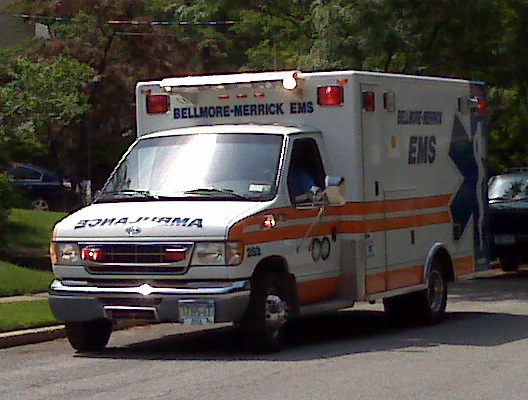
1998年式E-450（救急車仕様）